# Història de l'antic Israel

El Llevant al a I.C., amb les fronteres de l'antic Egipte (època de la correspondència de Amarna).

La història de l'antic Israel abasta des del segle XX aC fins a l'expulsió i Diàspora al primer segle de nostra era, en una àrea compresa entre el Mediterrani, el desert del Sinaí, les muntanyes del Líban i el desert. Es concentra especialment en l'estudi dels hebreus o israelites durant aquest període, i de forma secundària dels altres pobles que amb ell van conviure, com filisteus, fenicis, moabites, hitites, madianites, amorrites i ammonites. Les fonts sobre aquest període són principalment els escrits bíblics la Bíblia hebrea o Tanakh, coneguda pels cristians com a Antic Testament, el Talmud, el llibre etíop Kebra Nagast i escrits de Nicolau Damascè, Artaban d'Alexandria, Filó d'Alexandria i Flavi Josep. Així mateix, una altra font principal d'informació són els descobriments arqueològics a Egipte, Moab, Assíria o Babilònia, així com els vestigis i inscripcions al propi territori d'estudi de les regions.
La història de la regió ocupada més endavant pels regnes d'Israel i Judà ofereix problemes particulars per a l'historiador modern. A causa de l'associació d'aquesta àrea amb el relatat en la Bíblia, hi ha una tendència a veure la història del Llevant mediterrani des d'una perspectiva gairebé purament bíblica, prestant escassa atenció al període postbíblic. Els estudis arqueològics han tendit a veure's a través del relat bíblic, fent difícil d'entendre la història d'aquesta important zona dins del context arqueològic de la totalitat de l'Orient Mitjà.
Alguns escriptors consideren que les diverses fonts estan en conflicte, la qual cosa converteix l'estudi en un tema polèmic, amb implicacions en els camps de la religió, la política i la diplomàcia.
Per això és difícil donar una visió que sigui recolzada per la totalitat dels historiadors. Les dates exactes i les precisions que poguessin donar estan en continu debat, no hi ha esdeveniments bíblics l'any exacte dels quals es pugui validar per fonts externes abans del segle ix aC, (coronació de Omri, rei d'Israel): totes les dates anteriors són extrapolacions. A més, la Bíblia no es presta molt fàcilment a aquests càlculs, no indica més referències que la vida dels diferents personatges, i la línia històrica ha de ser reconstruïda agregant dades, un procés que introdueix errors per arrodoniment. Les dates més antigues utilitzen la Bíblia com a única font, una visió anomenada maximalista.
Els minimalistes discuteixen que alguns esdeveniments succeïssin, i afirmen que les dates són dubtoses: si la mateixa existència del Regne d'Israel està en dubte, és insubstancial afirmar que es va desintegrar en 922 aC. Philip Davies, per exemple, explica com el Cànon bíblic pugues haver-se realitzat solament per a gent amb una llarga tradició en lectura i escriptura, que es troben solament en l'última època persa o primera hel·lenística, i afirma que els relats de períodes anteriors són en gran parteix reconstruccions basades en tradicions orals. Els minimalistes no discuteixen que alguns dels esdeveniments posteriors al segle ix aC tinguin corroboració, com l'estela de Moab; la discrepància sorgeix en el període anterior, on el relat bíblic sembla estar en desacord amb el descobert per l'arqueologia moderna.
Un altre problema és el causat per diferències sobre terminologia dels períodes històrics. Per exemple, el període en el final de l'edat antiga del bronze el principi de la mitjana, és anomenat EB-MB per Kathleen Kenyon, MB I per Guillermo Foxwell Albright, cananita mitjà I per Yohanan Aharoni, i bronze primerenc IV per Guillermo Dever i Eliezer Orin.

## Civilitzacions a Israel

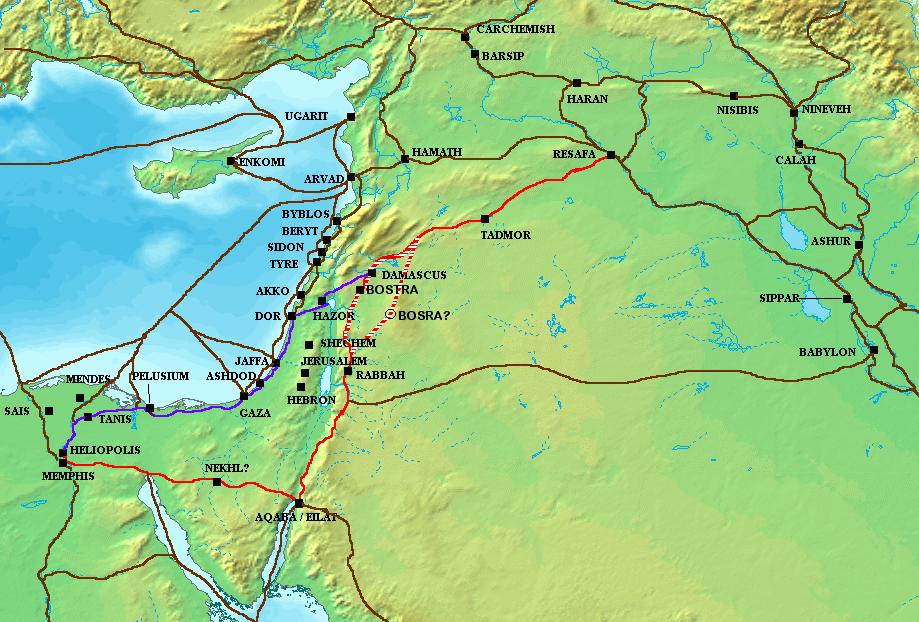
Antigues rutes llevantines, c. 1300 a I.C.

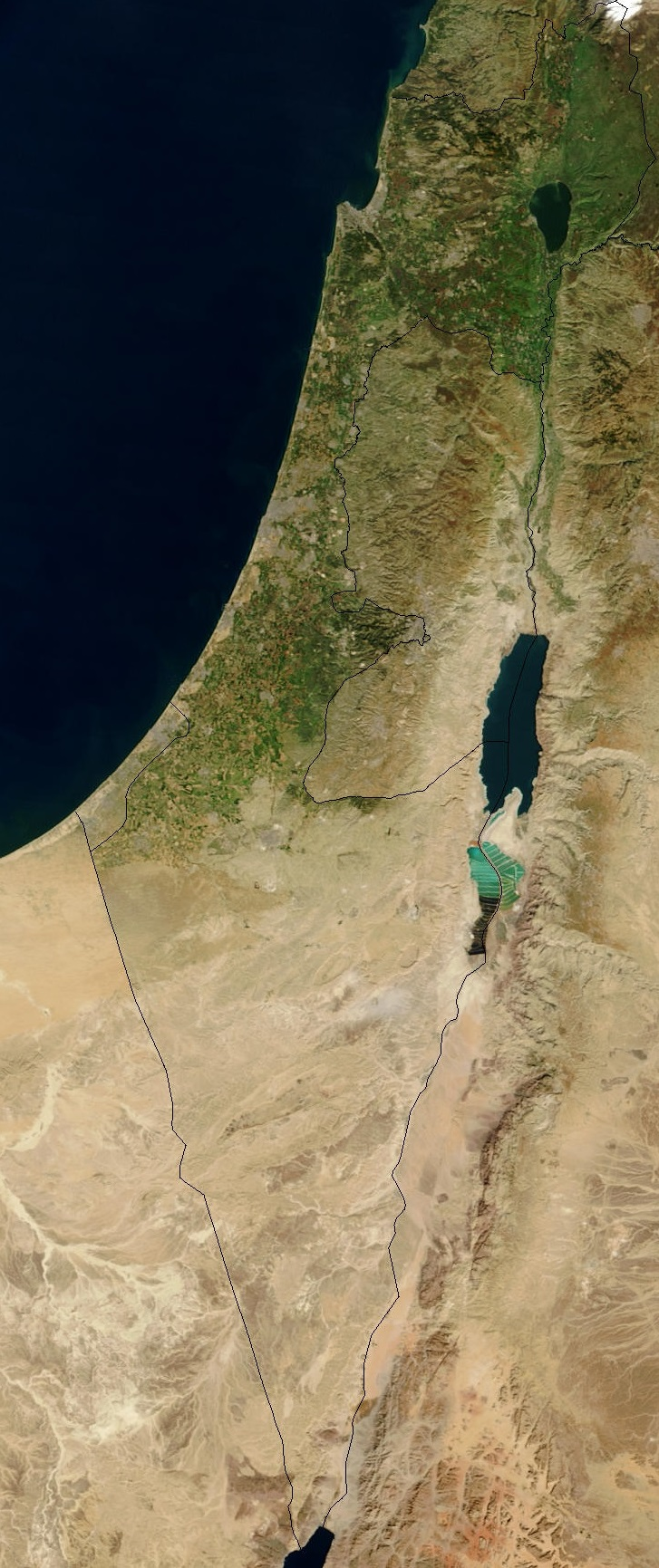
Israel des de l'espai

El Gènesi remunta el principi d'Israel a tres patriarques, Abraham, Isaac i Jacob, l'últim també conegut com a Israel i del qual va derivar posteriorment el nom de la terra. Jacob, anomenat un "arameu vagabund" (Deuteronomi 26:5), va tornar a Haran, la llar dels seus avantpassats, per obtenir esposa. Durant el seu retorn des de Faran a Canaan va creuar el Jaboc, un afluent oriental del riu Jordà (Gènesi 32:22-33). Enviant a la seva família i criats lluny, aquesta nit va lluitar, en un lloc que es va dir d'ara endavant Peniel, amb un àngel que al matí li va demanar el seu nom. Des de llavors el retitularen "Israel", 'el que baralla amb Déu'. Va ser pare de 12 fills, de les seves esposes Lea i Raquel (filles de Laban), i de les seves servents Bilha i Zilpa. Els dotze van ser cridats els Fills d'Israel. Aquesta història sobre els orígens d'Israel ho localitza a la zona oriental de Jordània. Els següents relats es van traslladar a l'oest amb la història del saqueig de Siquem (Gènesi 34:1-33), després de la qual cosa l'àrea del pujol de Canaan es considera com la base des de la qual va créixer Israel.
Guillermo F. Albright, Nelson Glueck i I. A. Speiser han situat aquest relat en el bronze mitjà basant-se en tres punts: noms personals, manera de la vida, i costums. Altres erudits, no obstant això, han suggerit dates més tardanes per a l'edat patriarcal doncs aquestes característiques van ser duradores en la vida del Proper Orient. Cyrus Gordon, basant la seva discussió en l'arribada de pastors nòmades monoteistes durant el final de l'època de Amarna, va suggerir que és més correcte situar-ho en l'última edat de bronze. Juan Van Seters, basant-se en l'ús generalitzat de camells, en els reis filisteus de Gerar, en l'existència d'una economia monetària i en la compra de terra, assegura que la història pertany a l'edat de ferro. Altres erudits (particularment, Martin Noth) troben difícil el determinar qualsevol període per als patriarques, i suggereixen que la importància dels textos bíblics no és necessàriament la seva historicitat, sinó indicar com funcionava la societat israelita durant l'edat dels metalls.
Més recentment, anàlisi per activació de neutrons realitzats per Jan Gunneweg de la Universitat Hebrea de Jerusalem, estudiant assentaments associats amb el principi de l'edat de ferro, demostren evidència d'un moviment de colons a l'àrea des del nord-est, la qual cosa està d'acord amb aquesta història.

## Prehistòria
Excavacions al sud del llac de Tiberíades i en altres parts de la vall del Jordà han permès treure a la llum rastres d'homínids que es remuntaven al Paleolític inferior, o sigui datades fa més d'un milió d'anys. Altres fòssils descoberts tenen una edat aproximada de 300 000 anys, i l'ús de coves per l'home sembla començar en l'Acheulià superior. El fòssil de l'home de Galilea té una antiguitat de prop de 140 000 anys.
- Entre l'onzè mil·lenni a. C. i el novè es desenvolupa en Canaan la civilització Natufià, segurament nòmada, de la qual es troben alguns vestigis. Aquesta civilització estaria composta per dos grups de poblacions lleugerament diferents, d'una banda els avantpassats de pobles del tipus euroafricà (els que serien Canaan, Mesopotàmia, Iran i Anatòlia en temps històrics) i els ancestres de pobles protomediterranis, també nombrosos en Canaan.
- A partir del mil·lenni IX aC les tribus neolítiques van domesticar plantes, animals, es sedentaritzaren i van practicar l'agricultura i la ramaderia. Entre els anys 10.000 i 8000 aC, les eines d'os adquireixen importància i els útils de pedra un desenvolupament característic. Durant aquest període les condicions climàtiques són favorables als assentaments humans, amb més precipitacions i temperatures suaus.
- A partir del setè mil·lenni aC la ciutat de Er Riha (Jericó) s'alça com una de les més antigues del món, és l'època en què es constitueixen les primeres ciutats. Durant l'última cambra d'aquest mil·lenni apareix la ceràmica, així com altres formes d'artesania.
- Canaan del VI i de la primera meitat del mil·lenni V aC. es coneix malament, se suposen desplaçaments de població que poden ser deguts a variacions climàtiques. Tant les muntanyes com la regió costanera estan ocupades per una civilització de caràcter forestal, com dona prova el predomini d'instruments destinats al treball de la fusta
  - A mitjan cinquè mil·lenni aC els antics assentaments de la vall del Jordà, com Jericó, van ser ocupats de nou a causa de la millora de les condicions climàtiques.
  - Al final del V mil·lenni Canaan va aconseguir un nivell de desenvolupament econòmic i cultural que li apropava al de les civilitzacions del nord de Síria que s'havien beneficiat abans d'influències mesopotàmiques.
- IV mil·lenni aC: La civilització cananea es va organitzar amb un sistema de ciutats-Estat, fruit de la fusió entre agricultors sedentaris i pastors seminòmades.
  - En la primera part del mil·lenni van arribar des del nord les tècniques metal·lúrgiques i el treball de l'ivori. Van aparèixer estructures tècniques i econòmiques adaptades a les regions seques: allí es van instal·lar petites col·lectivitats que vivien del cultiu de cereals i de la cria de bestiar major i menor.
  - En la segona meitat del IV mil·lenni comença la influència egípcia sobre la regió.
  - Cap al final, la civilització dels agricultors i ramaders desapareix sense que sigui possible establir vincles amb la formació de la civilització cananea del III mil·lenni aC. Fins a 2400 aC el clima va ser una mica més humit que avui dia.

El començament d'intercanvis entre Canaan i Egipte gràcies a la Ruta dels Reis que creuava el desert de Sinaí, cap al final del IV mil·lenni aC, és un esdeveniment de primera importància ja que fins llavors Canaan havia estat un "atzucac" subjecte solament a influències asiàtiques. Aquestes relacions van prendre una amplitud considerable, gràcies a la utilització de bous com a animals de tir, capaços de creuar els aproximadament 200 quilòmetres de gairebé desert que separen el sud cananeu del delta del Nil. Per tant, el Llevant comença a exercir el paper de zona de pas, on es creuaven les influències, i sovint les armes, dels grans imperis d'Egipte i l'Orient Pròxim.
- El III mil·lenni aC és el de la civilització cananea que s'estén fins a temps històrics. Encara que l'escriptura no aparegui a la regió abans de la segona meitat del segon mil·lenni, tenint en compte de l'estat de superproducció, centralització i redistribució dels excedents alimentaris, els historiadors consideren que aquest nou ordre econòmic, social i polític assenyala l'entrada en la història en el transcurs del III mil·lenni. A causa dels intercanvis amb Egipte, la regió es desenvolupa i s'enriqueix, especialitzant-se en el comerç de ceràmica, mentre nombroses ciutats es desenvolupen i consoliden.

## Període cananeu: del III mil·lenni alseglexvi
Els historiadors consideren generalment que el període cananeu s'estén des del principi del III mil·lenni a. C. fins al final del segle xvi aC.
Al final del III les poblacions seminòmades van creuar el Jordà i van penetrar en Canaan, causant l'enfonsament de les estructures socioeconòmiques existents: es van destruir i van abandonar les ciutats, i l'economia va tornar a la ramaderia. A partir del segle XIX aC va començar un augment dels assentaments permanents i una disminució del nombre de tribus, però romanent encara molt prop de l'organització tribal. Aquest període durant el qual els desplaçaments entre Àsia, des de Mesopotàmia, i Egipte eren intensos, correspon a un moment d'agitació intern que va servir de preludi a la invasió d'Egipte pels hicsos (Prínceps dels països estrangers). Durant aquest mateix període, les ciutats cananees van començar a envoltar-se amb muralles. L'existència de la ciutat cananea de Ourousalim (Jerusalem) se certifica en escrits que daten del segle XXI aC.
Els atacs i infiltracions repetits van obrir als hicsos el camí cap a la part oriental del delta del Nil, on es van instal·lar i van fer d'Àvaris la seva capital al segle xvi aC. En aquesta època, Canaan, part d'un imperi col·locat sota l'autoritat de Àvaris, va aconseguir un nivell de civilització notable: potents fortificacions envoltaven les residències dels reietons cananeus, en guerra permanent uns contra uns altres i que recorrien als carros de guerra arrossegats per cavalls. Les desigualtats socials es mostren clarament: Es construïen espaioses residències que contrastaven amb les cofurnes que els seus contemporanis ocupaven. Les tombes, cavades en la roca, eren sepultures generalment familiars; armes i joies de bona qualitat acompanyaven les restes dels difunts afortunats. En l'àmbit de la ceràmica, les formes imiten al metall. Es veu estendre's per la regió una terrisseria hiksa: negra, polida i incrustada de pasta de calcària blanca, així com treballs sobre ivori de gran qualitat; també són prestigiosos els cananeus del nord (protofenicis) pel tint en porpra.
- Cap a 1850 aC la ciutat de Ascaló es va convertir en capital d'un regne i en port molt actiu sobre el Mar Mediterrani, des d'on s'exportaven els productes de l'interior. Envoltada d'una muralla de 2 km de circumferència, la ciutat havia de comptar amb prop de 15 000 habitants.
- En aquesta època comença la migració de les tribus d'Israel cap a Canaan, possiblement des del sud de la regió caucàsica. No existeix documentació històrica verificable. Segons l'Antic Testament, és el període corresponent a Abraham, Isaac i Jacob, que abastaria fins a 1650 aC aproximadament.
- Completant l'alliberament nacional emprès pels faraons de la dissetena dinastia, Amosis I es va apoderar d'Àvaris i va expulsar els hicsos fins a l'Àsia. Així, doncs, cap a mitjan segle XVI aC Egipte va conquistar Canaan, i el protectorat egipci s'hi va mantenir durant tres segles i mig, durant els quals la situació internacional sofreix nombroses modificacions: els conflictes amb els hitites i les freqüents rebel·lions dels beduïns acampats al Negev i al Sinaí van implicar destruccions, saquejos i deportacions.

## Domini egipci
Al Gènesi es relata com alguns dels descendents d'Israel es van convertir en esclaus egipcis. S'han donat diverses explicacions per relatar les circumstàncies sota les quals això va ocórrer, alguns historiadors creuen que va poder haver estat a causa del canvi de les condicions polítiques a Egipte: el 1650 aC el nord d'Egipte va ser conquistat per tribus d'un poble anomenat hiks pels egipcis, pel que sembla una mescla de semites i d'hurrites. Els hicsos van ser expulsats per Amosis I (1550-1525 aC), el primer faraó de la divuitena dinastia amb la qual comença l'Imperi Nou. Amosis va destruir la capital dels hicsos en Àvaris i els seus successors van conquistar la ciutat de Saruhen (prop de Gaza), i van destruir confederacions canaanites en Meguidó, Hassor i Cadeix.
Tuthmosis III (1504 al 1450 aC) va establir l'imperi d'Egipte sobre l'occident del Pròxim Orient, derrotant a la confederació cananea en Meguidó i prenent la ciutat de Joppa, traslladant la frontera des del Sinaí a la corba d'Eufrates, aconseguint la màxima extensió territorial a la zona. (No són pocs els erudits que ho esmenten com l'emperador de l'Èxode).
El domini egipci es va mantenir a la regió de Canaan (zona en la qual havien d'emergir Israel i Judà) fins al regnat de Ramsès VI, qui va regnar a prop 1150 aC.
Cronologia aproximada:
- 1440 aC: regnat de Amenofis II (circa 1450-1424 aC), durant el qual es troba en els textos egipcis el primer esment del poble Habiru (possiblement hebreus).[a] L'evidència recentment descoberta sembla indicar que molts habirus parlaven hurrita; possiblement era una casta social més que un grup ètnic, i fins i tot poden haver estat incorporats en els grups tribals dels primers israelites.[b][10][11][12]
- Circa 1400 aC: primer esment als shasu en expedients egipcis oposats en el sud del Mar Mort. Shasu és un nom que conté un grup yavista, encara que la inscripció egípcia d'Amenhotep III, en el temple de Soleb, "Yhw a la terra del Shasu", no utilitza el determinatiu per a un déu ni per a la gent, sinó per al nom d'un lloc.
- 1350-1330 aC: la correspondència d'Amarna adona detallada de les cartes intercanviades durant el període de dominació egípcia en Canaan durant el regnat d'Akhenaton. Els alcaldes locals, com Abdi Khepa de Jerusalem i Labaya de Siquem, eren delegats del faraó, i actuaven a favor seu. Akhenaton els informa d'haver enviat a la regió a un regiment de Medjay (Núbia) per mantenir ordre. En aquest període comença l'expansió hitita al nord de Síria, i es coneix la propagació d'una epidèmia a la regió.
- 1300 aC: alguns comentaristes de la Bíblia calculen el naixement de Moisès al voltant d'aquesta data, però d'altres la situen abans del 1500 aC.

Imperi hitita entre 1560 i 1300 a. C.

- 1292 aC: comença la dinastia XIX amb el regnat de Ramsès I. Ramsès II (1279-1213 aC) va signar un tractat amb els hitites després de cedir-los el nord del Llevant. Va conduir una campanya a través del territori que més tard seria Israel, després de la rebel·lió dels shasu que va seguir la batalla de Cadeix, establint una guarnició egípcia en Moab.
- Circa 1200 aC: l'imperi hitita d'Anatòlia va ser conquistat per tribus arribades de l'oest. Els cananeus de la costa nord, (anomenats posteriorment "fenicis" pels grecs) van poder haver estat desplaçats temporalment, però van tornar després de la marxa dels invasors que no es van assentar en el lloc.[13]
- 1187 aC: invasió d'Egipte pels Pobles de la Mar. Entre ells estava un grup anomenat P-r-s-t (primer registrat pels egipcis com a P-r/l-s-t) identificat generalment amb els filisteus. Apareixen en una inscripció del temple construït per Ramsès III en Medinet Habu, on descriu la seva victòria contra els pobles del mar. Els estudiosos de la Bíblia del segle xix van identificar la terra dels filisteus (Filistea o Plesheth, amb el significat hebreu de "invasors") amb Palastu i Pilista de les inscripcions assíries, segons el diccionari de la Bíblia de Easton (1897).[14] Altres grups a més dels filisteos eren els tjekker, dananeus i xardana. El contraatac de Ramsès III va destruir la majoria dels llocs cananeus. El mateix faraó va permetre més endavant als filisteus i tjekker, i possiblement també als dananeus, reconstruir les ciutats del camí costaner, anomenades en l'Èxode el Camí dels Filisteus, nom que s'utilitza per denotar la regió costanera habitada per aquest poble. Les cinc ciutats filistees principals eren Gaza, Asdod, Ecron, Gat, i Ascaló. L'arqueologia moderna suggereix intercanvis culturals amb Micenes. Encara que els filisteus van adoptar la cultura i la llengua local cananea abans de deixar qualsevol text escrit, s'atribueix un origen indoeuropeu per a les poques paraules filistees conegudes.
- 1150 aC: problemes interns d'Egipte condueixen a la retirada de les guarnicions egípcies assentades en Bet Xean, a la vall del Jordà, Meguidó i Gaza, durant el regnat del Ramsès VI.

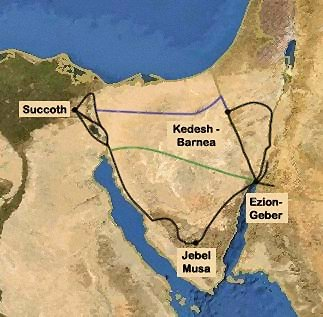
Possibles rutes de l'Èxode, segons el relat bíblic.

El període entre el final de la desè vuitena i principis de la vintena dinastia va ser particularment confús. La Bíblia especifica que els israelites van sortir d'Egipte 480 anys abans que el rei Salomó construís el Temple (1ª Re 6:1). Aquesta construcció data aproximadament de l'any 970 aC pel que la data aproximada per a l'Èxode resulta ser 1450 aC, suggerint que Tutmosis III va poder haver estat el faraó relacionat amb l'Èxode.
L'Èxode d'Egipte dels israelites i la seva cronologia estan en permanent debat. No obstant això, atès que la Bíblia indica que els hebreus van partir de la ciutat anomenada Ramesès i cap a Sucot, ciutats que són datades al segle xiii aC, durant el període en què Ramsès II governava Egipte, en el camp de la recerca es considera l'any 1250 a.I.C. H.W.F. Saggs observa en els seus escrits acadèmics que:
Evidencia extra-bíblica de la presència israelita en Canaan es troba sis anys després de la mort de Ramsès II, a l'Estela de Merneptah, en una inscripció realitzada per aquest faraó sobre la seva campanya militar en terres de Canaan cap a 1210-1208 aC.

## Dificultats amb la cronologia bíblica
El total dels regnats dels reis de Judà entre el quart any del regnat de Salomó, quan se suposa que va construir el Temple, i la destrucció de Jerusalem en 586 aC, dona 430 anys.
Atès que Salomó va regnar aproximadament des de l'any 970 aC, l'edificació del Temple queda fixada al voltant d'aquesta data. Això suggeriria que l'edificació del Temple va ocórrer prop de l'any 967 o 966 aC.
Segons la Bíblia (Reis 6:1), entre aquesta construcció i l'èxode havien transcorregut un total de 480 anys, la qual cosa dona la data de 1447 aC aproximadament per a l'èxode, apropant-ho suggestivament al final del regnat de Tuthmosis III. Segons Èxode 12:40, el desterrament a Egipte havia durat 430 anys, amb el resultat que l'arribada dels israelites al Nil hauria d'haver ocorregut en el regnat de Senusret I, que va començar cap a 1920 aC. Agregant les llargues vides d'Abraham, Isaac i Jacob, caldria datar l'arribada d'Abraham a Canaan en el 2141 aC, i l'arribada a Egipte en 2116 aC, durant la desena dinastia la capital de la qual estava en Heracleòpolis Magna. La "servitud" a Egipte hauria ocupat el període entre les dinasties XII a la XVIII.
Com en Nombres 32:13 s'assignen 40 anys a vagar pel Sinaí, les conquestes de Josuè han d'haver ocorregut durant el regnat de Amenofis II, quan tot Canaan estava en poder d'Egipte però els egipcis “havien conegut el poder del Déu hebreu Jahvè” “Tan bon punt em cobreixi de glòria a costa del faraó i els seus guerrers, els egipcis sabran que sóc el Senyor” (Éx 14:18) (pel que des del desastre de l'exèrcit egipci ja no els haurien tornat a perseguir, perquè les proeses del Déu d'Israel es van difondre profusament, fins i tot entre els filisteus (1ª Sam 4:8; 6:6).
Després de la caiguda de Jericó [que va ocórrer, tal com ho van revelar els treballs de l'arqueòleg britànic John Garstang, prop del 1410 aC], el període dels Jutges s'estendria fins a circa del 1010 aC, sent després reemplaçats pel període monàrquic del rei Saül. Desafortunadament les fonts egípcies no diuen gens sobre Israel, Josuè o els seus successors, i la Bíblia no diu gens sobre els Amenofis, Tuthmosis o Ramsès d'aquest període.

## La conquesta de Canaan

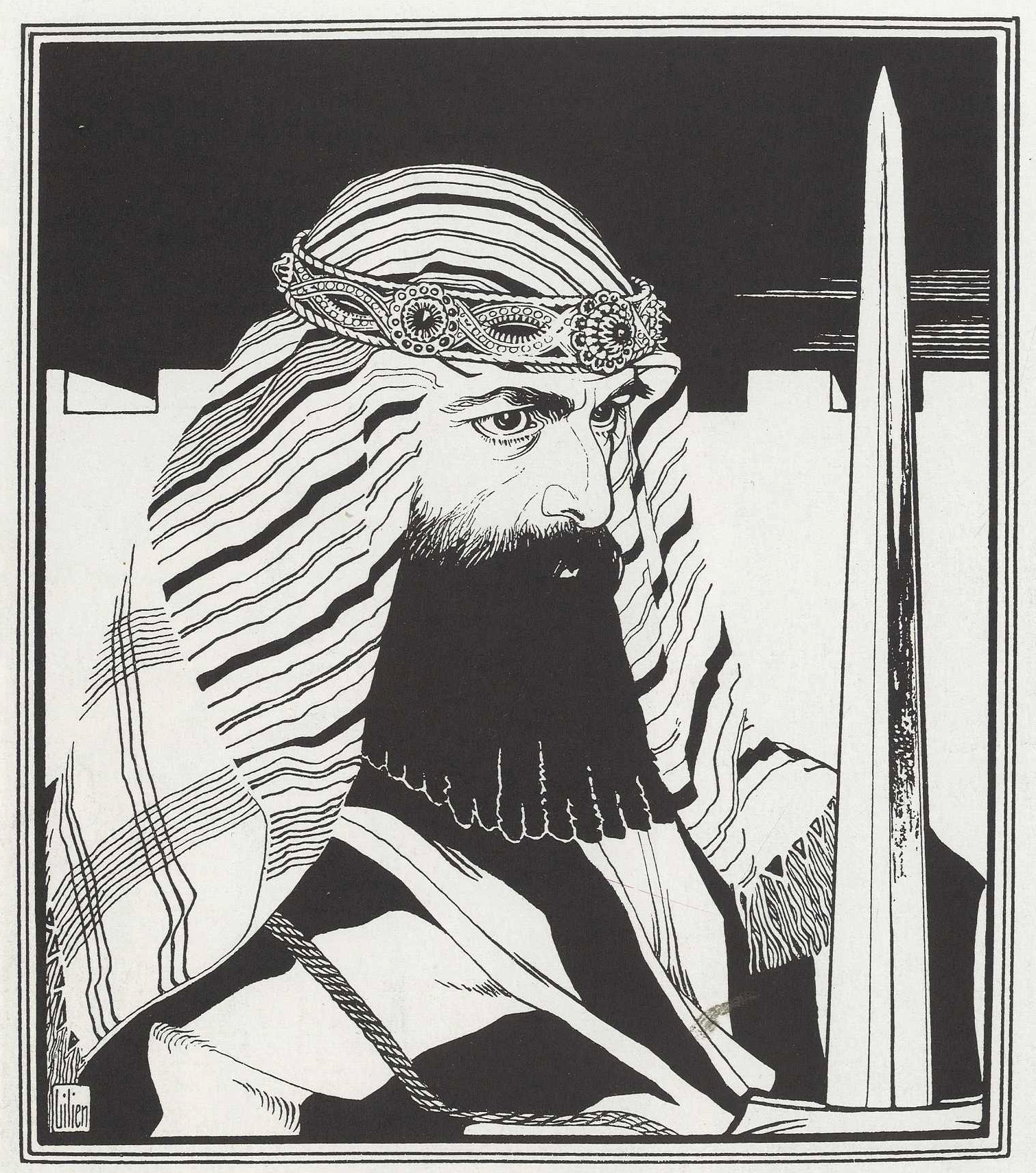
Ephraim Moses Lilien, Josuè, 1908

Mapa amb les dotze tribus d'Israel, 1200-1050 aC

Clarament, el procés de la infiltració israelita en Canaan és més complicat que el narrat en la Bíblia. El patró de l'establiment i la gènesi d'Israel com a poble va ser un procés complex que implicava principalment a grups natius de pastors de Canaan (potser incloent habiru i shasu), amb una certa infiltració de grups exteriors, tals com a hitites i arameus del nord així com grups meridionals de shasus tals com els keinites, algun dels quals pugues haver vingut d'altres zones controlades per Egipte. Quan Israel conquistava Canaan, Egipte estava nominalment en control de la regió.
Genèticament, els jueus demostren tenir connexions amb el poble kurd i altres grups del nord de l'Iraq, suggerint aquesta com l'àrea de la qual la majoria dels seus avantpassats van venir originalment, un fet confirmat arqueològicament a partir del període Khirbet Kerak, període mitjà de l'Edat del Bronze, amb l'expansió dels hurrites (horreus en el Tanakh), i amb la dels shasu (= egipci) i de ahlamu (= en accadi assiri, arameus) al principi de l'edat del ferro.
Segons la Bíblia, després de sortir d'Egipte, els israelites van vagar pel desert durant una generació, per envair després la terra de Canaan destruint ciutats cananees, com Ai, Jericó i Hazor sota les ordres de Josuè. No obstant això, aquest fet també l'hi adjudica Ramsès II que assegura haver conquistat Canaan i destruït Jericó i altres ciutats c. 1200 aC, malgrat el fet que Ai i Jericó semblen haver estat deshabitades en aquest temps, des que havien estat destruïdes prop del 1400 aC. Molts altres dels llocs esmentats en el Llibre de Josuè també semblen haver estat abandonats en el 1200 (data suggerida per Mattfield com la més probable per a l'Èxode), però estaven ocupats al segle vii aC. Altres grups podien haver exercit un paper protagonista en la destrucció de centres urbans durant l'última edat de bronze, com els pobles del mar, entre els quals estaven els filisteus i els mateixos egipcis, que van envair la zona moltes vegades. Les guerres entre les ciutats estats veïnes han exercit probablement un paper important.

### Període dels Jutges
Si els israelites van tornar a Canaan cap al 1400 aC, aquesta era una època en què els grans poders de la regió estaven concentrats entre Egipte i els ascendents hitites. Posteriorment, cap a l'any 1200 aC va ser l'època dels "pobles del mar", en la qual filisteus, tjekkers i possiblement dananeus es van instal·lar al llarg de la costa des de Gaza en el sud a Joppa en el nord. L'Orient Mitjà semblava viure en una edat fosca, de la qual va trigar segles a sortir. La recuperació sembla que va començar a les ciutats comerciants de l'àrea filistea, seguint cap al nord, a les fenícies abans d'avançar cap a les zones interiors, els pujols de la Judea i Samaria (que rebrien els beneficis del comerç recentment a la fi del Segle X aC).
En els seus atacs inicials sota Josuè els hebreus van ocupar la majoria de Canaan, que van repartir segons les línies familiars tradicionals derivades dels fills de Jacob i de Josep (les tribus d'Israel). No hi havia cap govern formal, i el poble era guiat pels jutges.
Els Jutges eren els líders carismàtics del seu temps, persones inspirades per l'Esperit Sant (Jue 3:10; 6:34; 11:29; 13:25; 14:6,19; 15:14,19).
Eren els pastors del poble que generalment pertanyien a les famílies més importants de les seves tribus. (2ª Sam 7:7)
En aquest temps, el nom "Israel" es va esmentar per primera vegada en una font arqueològica contemporània, l'estela de Merneptah.

## Orígens de la monarquia
Cap al segle xi aC, els fills dels sacerdots-Jutges prenien “el millor de les ofrenes per a si mateixos”. Es donaven a l'avarícia, el suborn i van pervertir el dret (1ª Sam 2:14; 8:3). Així mateix Tractaven amb menyspreu l'ofrena del Senyor (1ª Sam 2:17).
La cohesió israeliana i la protecció que Déu brindava a aquesta nació depenia de "seguir el camí del Senyor", per la qual cosa anaven camí a la dissolució.
Al mateix temps la prosperitat va tornar a la regió al final de l'edat de bronze, es va recuperar el comerç amb Egipte i Mesopotàmia, i es van obrir noves rutes comercials, des de Cadesh-Barnea al sud, d'Hebron, Jerusalem i Laquix en Samaria, a Siloè, Siquem i a través de Galilea, a Meguidó i tota la Vall de Jizreel. Aquesta ruta amenaçava el monopoli comercial dels filisteus, que van intentar dominar-la tant directament, amb una intervenció militar contra les tribus d'Israel, com indirectament, promovent a mercenaris a posicions de poder com els Achish de Gat, posteriors aliats de David.
Segons el permès en el capítol 7 del Deuteronomi, Israel va decidir triar un rei per lluitar amb eficàcia (I Samuel 8:6, 20) contra l'amenaça dels seus veïns. Segons els llibres de Samuel, l'últim dels jutges, la nació va demanar un rei perquè els fills de Elí (El summe sacerdot de l'època), que havien estat designats com a jutges, van emprar malament el seu càrrec.
Encara que ell va intentar dissuadir-los, els israelites estaven resolts, per la qual cosa Saül ben Qish, de la tribu de Benjamí, va ser ungit com a rei per Samuel. Desafortunadament no s'ha trobat cap evidència independent sobre l'existència de Saül, encara que el primer període de l'Edat del Ferro era una fase d'expansionisme filisteu, la qual cosa està d'acord amb el relat bíblic.

## Regne unit d'Israel

Regne d'Israel (monarquia unida) en temps de Saül i David, 1020–966 a.I.C. El territori va continuar unit fins a la mort de Salomó en 928 aC.

El Regne d'Israel (en hebreu: מַלְכוּת יִשְׂרָאֵל, Malkhut Yisrael) abastava en l'època de màxima expansió una extensió molt superior a la de l'actual estat d'Israel, ja que s'estenia del sud del Líban a la península del Sinaí i del mar Mediterrani al riu Jordà, segons les descripcions de Samuel.
Les controvèrsies apareixen constantment: Segons Finkelstein i Silberman, en l'època dels regnats de David i Salomó Jerusalem sembla estar despoblada o amb només uns centenars d'habitants: insuficients per governar un imperi que abastés des de l'Eufrates a Elat. Asseguren que la primera referència independent per al Regne d'Israel és de 890 aC, mentre que pel de Judà és aproximadament 750 aC. Suggereixen que, a causa dels prejudicis religiosos, els historiadors posteriors (és a dir, els autors bíblics) van suprimir els assoliments de la dinastia de Omrí (que la Bíblia descriu com a politeistes) atribuint-los a una suposada edat d'or dels governants monoteistes.

### 1020 aC: Israel durant el regnat de Saül
El regnat de Saül va ser curt, va governar relativament pocs anys i va ser acusat de corrupte, encara que alguns manuscrits antics donen la xifra de 40 anys (cf. Nou Testament, que li dona un regnat de quaranta anys); encara que basant-se en el nombre de les batalles que se li atribueixen, és probable que regnés vint-i-dos anys. Va morir en batalla contra els filisteus; (combat de Gilboà) batalla en la qual David no participa, doncs, sent perseguit, va haver de refugiar-se al costat d'un líder filisteu (Aquis).
Segons les fonts, David i Saül s'havien convertit en enemics, almenys des del punt de vista de Saül. Les fonts descriuen Jonatan, fill de Saül, o bé a Michal, la seva filla, (font antimonàrquica i monàrquica respectivament) com qui va ajudar a David a escapar de Saül, encara que assumint la reconciliació abans de la seva mort.
David ja havia estat "ungit" com a rei per Samuel (abans de la mort de Saül), però un hereu, Ishbaal ben Saül, va assumir el control d'Israel. Aquest va governar solament dos anys abans que l'assassinessin.

### 1007 aC: David regna a Judà
David es va convertir en rei (però únicament de la tribu meridional: Judà). Governaria des de la ciutat d'Hebron durant set anys, per recentment després ser designat rei de tota la nació (Israel i Judà).
Cert nombre de crítics i erudits bíblics han suggerit que David va aconseguir aquesta anhelada unificació de les 12 tribus amb base en el seu carisma, però el que realment sembla legitimar-ho és la seva fèrria determinació de fer complir la Llei de Jahvè (Jehovà). Els líders de les tribus li van dir: “os i carn teva som” (2ª Sam 5:1-3).
El líder jueu seria –amb la seva valentia i pietat- l'unificador de les tribus israelites. Va aconseguir també fer de Jerusalem la capital de la nació i alguna cosa llargament enyorat pels fidels: recuperar i portar l'Arca de l'Aliança (que el seu culte havia perdut intensitat en temps dels Jutges) (Jos 7:6; 2ª Sam 6:2)
D'acord amb les Escriptures, en la segona meitat del seu regnat apareixen desviaments, alguns crims i certes conjures que culminen amb Absalom, fill de David, proposat com a nou rei.
La Bíblia llavors descriu com un gran sector del poble es rebel·la i assumeix el control de la Judea, forçant David a l'exili a l'est del Jordà.
Segons Samuel, David va llançar un contraatac i va triomfar, encara que amb la pèrdua de Absalom, el seu fill. Reconquistada Judea, i afirmat el control sobre Israel, David torna a l'oest del Jordà, encara que continua sofrint rebel·lions per part d'Israel, superant amb èxit cadascuna.

### 1000 aC: David regna a Jerusalem

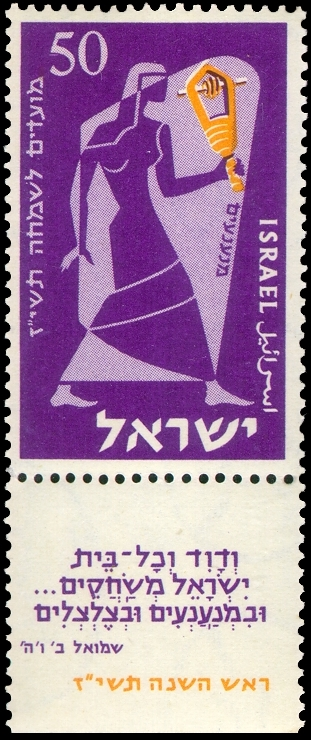
Sistre dels temps davídics."
I David i tota la casa d'Israel tocaven sistres i cròtals (Tanakh, 2 Samuel 6:5).

Segons les escriptures, David va emprendre campanyes militars contra els enemics de Judà i Israel, i va derrotar a enemics tals com els filisteus, ammonites i arameus, aconseguint així que les fronteres romanguessin segures, encara que va sofrir la revolta del seu fill Absalom, erigit com a rei a Hebron, que va ser derrotat i mort per les tropes de David. Després d'arrabassar Jerusalem als jebuseus, va traslladar a aquesta ciutat fortificada la cort, que estava a Hebron, i l'Arca de l'Aliança, que es trobava en Quiryat Yearim.
Sota el seu govern, Israel va passar de regne a imperi, i la seva esfera d'influència militar i política en l'Orient Mitjà es va ampliar, controlant a estats més febles com als filisteus, Moab, Edom, Ammon, i convertint en vassalles a algunes ciutats estats arameus (Aram-Zobah i Aram-Damasc). Les fronteres anaven del mar Mediterrani al desert àrab, del mar Roig al riu Eufrates. Alguns arqueòlegs moderns, encara que minoritaris, creuen que l'àrea sota control de Judà i Israel en aquesta època, excloent els territoris fenicis en la costa mediterrània, no excedia de 34.000 km²; d'aquests, el regne d'Israel abastava prop de 24.000 km².
No obstant això, La interpretació de l'evidència arqueològica sobre l'abast i la naturalesa de Judà i Jerusalem al segle 10 abans de Crist és un tema d'intens debat. Israel Finkelstein i Zeev Herzog de la Universitat de Tel-Aviv pensa que el registre arqueològic no recolza l'opinió que Israel en aquest moment era un estat important, sinó més aviat un petit regne tribal. Finkelstein diu en La Bíblia desenterrada(2001): "[O] n la base d'estudis arqueològics, Judà es va mantenir relativament buida de població permanent, molt aïllats i la dreta molt marginal fins al cap de l'hora prevista per al David i Salomó, sense grans centres urbans i sense jerarquia pronunciada de caserius, llogarets i ciutats. D'acord amb Zeev Herzog "la monarquia unida de David i Salomó, que és descrit per la Bíblia com un poder regional, era com a màxim un petit regne tribal ". En l'altre William Dever, en el seu Què van fer els escriptors bíblics i que sabien?, sosté que l'evidència arqueològica i antropològica recolza el relat bíblic àmplia d'un Estat de la Judea al segle X aC.
Enquestes de la superfície es troba destinada a la localització i canvis en els patrons d'assentament de població han demostrat que entre els segles 16 i 8 aC, període que inclou els regnes bíblics de David i Salomó, tota la població de la regió muntanyenca de Judà, no era més que uns 5.000 persones, la majoria d'ells pastors errants, amb la zona urbanitzada tota consta d'una vintena de petits pobles.

### 965 aC: regnat de Salomó
A la mort de David li va succeir el seu fill Salomó, que va obtenir el regne sobre el seu germà major, Adonies, a qui va haver d'eliminar més endavant. El regnat de Salomó va portar una pau sense precedents.
Tant David com Salomó van signar aliances amb el rei Hiram I de Tir, i a canvi del lliurament de terres van arribar en gran nombre artesans, treballadors experts, diners, joies, fusta de cedre i altres mercaderies. El palau de David i el temple de Salomó se suposen construïts amb l'ajuda de recursos tiris i gràcies als seus arquitectes, com Hiram.
Salomó va reconstruir gran nombre de ciutats importants, com Meguidó, Hazor, i Gazer (aquesta ha estat excavada per arqueòlegs, i s'han descobert grans construccions, com els estables per als cavalls de Salomó, juntament amb fonts per abeuradors).
Va emprendre nombroses obres arquitectòniques, entre les quals destaca per sobre de totes la construcció del Temple de Jerusalem com a seient per a l'arca de l'Aliança; també va aixecar un palau i va realitzar obres públiques com un terraplè que unia el temple amb la ciutat de Jerusalem.
Va regnar durant 40 anys, durant els quals van poder ‘formar un poble’, tenir prosperitat, i viure ‘seguint els preceptes del Senyor’ (1ª Re 3:20, 8:25).
Salomó havia obtingut Saviesa –la qual estava basada a Seguir els manaments de Déu- (Sal 119:98,104 –veure 1ª Re 2:2; Job 28:28-).
Durant aquest període, la seguretat interna i el control de les vies de comunicació van facilitar l'expansió del comerç, la qual cosa incrementava la prosperitat encara que s'apropava perillosament a la manera de vida dels cananeus (que la Llei de Jehovà repudiava). Va mantenir relacions amb Ofir i Saba.
Va arribar a ser el rei més ric de tots (1ª Re 9:26; 10:4). Però en l'última etapa del seu regnat, la corrupció anava en augment; la cort i la burocràcia s'expandien (1ª Re 4; 11:3). En la conclusió de les transaccions amb el rei Hiram I de Tir va demostrar no ser just, sinó que va tractar de treure avantatges (1ª Re 9:12-14).
Enmig d'una vida sumptuosa va permetre l'ascens de molts sacerdots que eren indignes (2ª Re 23:13, 5).

## Divisió en dos regnes

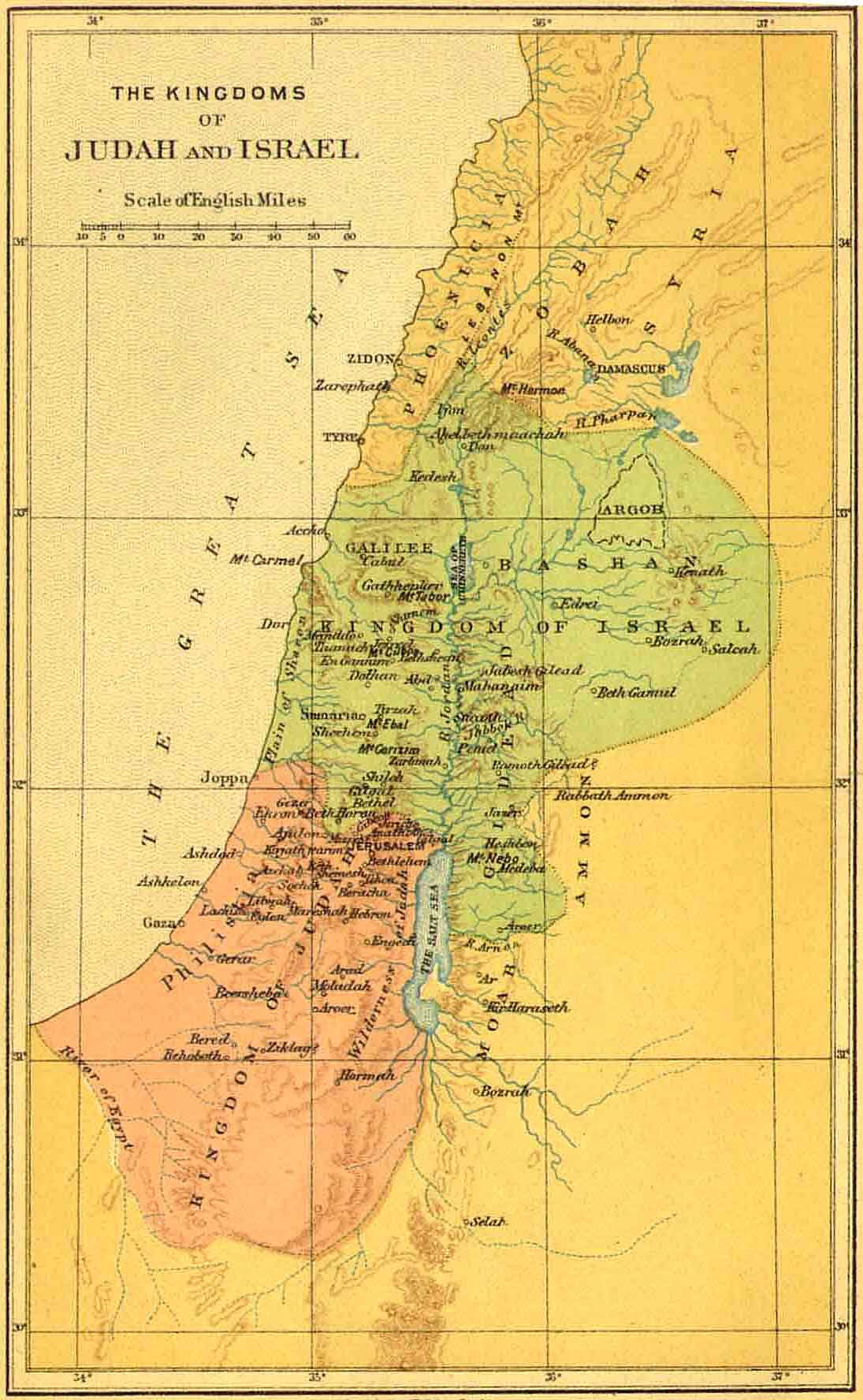
Monarquia dividida: Regne de Judà (sud) i Regne d'Israel (nord). El mapa presenta els dos regnes hebreus, 928 a.I.C.

Monarquia dividida: Regne de Judà (sud) i Regne d'Israel (nord). El mapa presenta els dos regnes hebreus cap a 830 a.I.C..

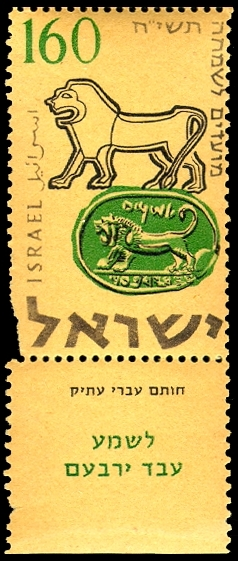
Antic segell israelita. Lleó de Judà i segell israelita amb lleó rugent i inscripció en hebreu; empleat durant el regnat de Jeroboam, el segell té per destinatari a un alt oficial anomenat "Xemà".

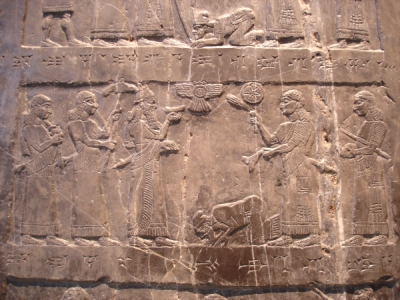
Relleus del segon registre de l'Obelisc negre, en el qual apareix un emissari del rei israelita Jehú o Oixea, o per ventura un d'ells, prostrant-se davant el monarca assiri Salmanassar III. El text cuneïforme assiri expressa: "El tribut de Oixea, fill de la Casa de Omri", cosa que no implica que la figura prostrada sigui necessàriament un rei.

Amb la mort de Salomó en 928 aC, deixant com a hereu al seu fill Roboam, les tensions entre les deu tribus israelites del nord i aquelles de Judà i Benjamí en el sud van aconseguir un punt de crisi. Quan Roboam va desoir les queixes econòmiques, el territori d'Israel va ser dividit en dues entitats hebrees: el Regne d'Israel en el nord i el Regne de Judà en el sud. El primer va incloure al seu territori a Siquem i Samaria; el segon va conservar Jerusalem. La majoria de les altres províncies vassalles no-hebrees es van perdre.
El Regne d'Israel es va mantenir independent des de l'any 928 aC fins a 722 aC, quan va ser conquistat per l'imperi assiri. El Regne de Judà va tenir una vida més llarga que el seu rival i va existir fins al 586 aC, quan va ser conquistat per l'imperi babilònic.
Respecte a la monarquia dividida, la septuaginta, els masoretes i Flavi Josep esmenten diferents figures. Es desconeix si els dos regnes van utilitzar el mateix calendari, a més de si els anys dels regnats són complets o en part, i s'ignora si va haver-hi corregències.
Isaïes va expressar que els regnes de "Israel i Judà persegueixen solament el lucre" (Is 9:18-21). Aquelles pràctiques corruptes que es trobaven als pobles veïns (ambició, enveja, opressió dels més febles…) van ser introduïdes a Israel contrariant la Llei de Jahvè. L'antic advertiment (viure a part… no imitar els costums de les altres nacions) (Deuteronomi 12:29,30) s'havia tirat a l'oblit. Es va deixar de costat aquell sentit de ‘poble religiós'(Dt 12:5,14) i les tribus es van dividir a causa d'un problema d'índole econòmic (els tributs) (1a Re 12:15, 18)

### Regne d'Israel (928-720 aC)
Econòmicament l'estat d'Israel sembla haver-se desenvolupat millor que el seu veí del sud, a causa de les majors precipitacions i uns sistemes agrícoles més productius però sobretot, a causa de la seva posició estratègica per aprofitar el comerç regional.
La Bíblia indica que Jahvè estava «indignat» amb les tribus del nord per la manera de vida ostentós, desigual i corrupte que practicaven. Al seu torn, la tribu de Judà es mantenia amb prou feines «una mica menys infidel… reconeix encara a Déu» (Oixea 4:15; 11:12; Amós 2:4-8).
Segons el relat bíblic, que no es pot comprovar per fonts exteriors, va haver-hi 19 reis a Israel. Políticament va ser menys estable que Judà, mantenint una adreça carismàtica per mèrits, i la competència entre les famílies predominants sembla dependre molt més d'acords (de rerefons comercial) amb poders exteriors, com a Tir, Aram o Assíria que en la seva pròpia autoritat. Aquesta necessitat d'aplacar a veïns importants va començar ja en el regnat de Jeroboam, quan, malgrat les fortaleses de Tirzah, Siquem, i Penuel, Israel va ser envaït pel faraó Sheshonq I de la dinastia XXII.
El regne d'Israel sembla haver estat més poderós en la segona meitat del segle ix aC, quan Omrí (885-874 aC) va fundar una nova dinastia amb capital en Samaria, ciutat millor protegida, amb l'ajuda de la ciutat fenícia de Tir, reforçant aquesta aliança en casar al seu fill i successor, Acab (874-853 aC), amb la filla del governant de Tir Etbaal (anomenada Jezabel), i a la seva filla Atalía amb el fill del rei Josafat de Judà, el futur rei Joram. Acab va formalitzar múltiples aliances entre els petits regnes i va contribuir amb 2.000 carros i 10.000 soldats a la coalició que va derrotar a Salmanassar III en Qarqar (853 aC).
El text bíblic narra que estaven imitant "el materialisme d'Assíria i nacions veïnes" (2ª Reis 17:13-16). I Déu transmetia: "ai d'ells quan jo arribi a abandonar-los!" (Oixea 9:12; vegeu Dt 28:36). Van ser advertits: "Sobre les seves riqueses creixerà l'ortiga" (Oseas 9:6; Miqueas 2:3); "Faré que sigueu deportats…" i "l'assiri serà el seu rei" (Is 7:17-8:4; Amós 5:27; 6:14; Us 11:5).
Dotze anys més tard Jehú amb ajuda del Regne d'Aram, va donar un cop en el qual Acab i la seva família van ser assassinats, i és ungit rei d'Israel pel profeta Eliseu. La Bíblia no fa cap referència al fet, però les fonts assíries es refereixen a Jehú com un monarca de la casa de Omri, la qual cosa pot indicar que aquest cop era el resultat de lluites dins de la mateixa família predominant. Cap al 838 aC s'avé a pagar un tribut a Salmanasar III per defensar-se dels arameus de Damasc. Jehú es mostra agenollat davant el monarca assiri en l'obelisc negre de Salmanasar, i és l'únic monarca de qualsevol de tots dos estats del que es conserva un retrat.
Com a resultat d'aquests canvis, Israel, igual que el seu veí meridional Judà, va caure dins de la influència del regne arameu de Damasc. El rei Hazael guio als arameus contra Jehoram d'Israel i Ahazià de Judà, derrotant-los en Ramoth-Gilead. Després d'aquesta batalla, Hazael va rebutjar dos atacs assiris contra els territoris israelites situats a l'est del Jordà, i la ciutat filistea de Gat i va intentar prendre Jerusalem (II Reis, 2 12-17). Una inscripció descoberta en Tel Dan es considera erigida per Hazael, després de la batalla de Ramoth-Gilead.
Jeroboam II va ser coronat rei d'Israel en 787 aC. Va lluitar contra Damasc i Moab en un intent d'expansió, mentre els assiris amenaçaven als regnes jueus. Jeroboam II va morir l'any 747 aC en una rebel·lió popular, i amb ell va acabar la dinastia de Jehú.
De la sagnant rebel·lió, Menahem es va erigir en rei el 745 aC, i va acceptar pagar tribut a Tiglath-Pileser III. Li va succeir el seu fill Pecahià, que va perdre el tron davant Pecaj.
Pecakh va intentar una coalició amb Rasó de Damasc i Akhaz de Judà, per combatre els assiris. Però Akhaz recolza a Assíria, la qual cosa va portar a la caiguda d'Israel a poder del rei assiri Sargon II, que ho va incorporar al seu imperi en el 720 aC (II Reis 17, 3-6) (Es va complir així la profecia bíblica de Oixea 11:5).
L'evidència arqueològica demostra que molta gent va fugir al sud, cap a Judà la capital del qual (Jerusalem) sembla haver crescut prop del 500% en aquest temps. En aquesta època moltes tradicions del nord van començar a seguir-se a la regió de Judà.
Aquest període de l'eclipsi d'Israel va coincidir amb l'aparició d'una línia de profetes independents, Amós, Joel, Oixea i Elies, Eliseu i Isaïes altament crítics amb els monarques d'Israel. La tradició espiritual que més endavant creixeria en la història bíblica, va tenir aquí els seus orígens, segons molts exegetes bíblics.

#### Profetes del Regne d'Israel
- Elies, l'oponent de les invencions religioses sota Acab i Jezabel, 870-852 aC.[40]
- Eliseu, el successor triat d'Elies, 855-798 aC.[40]
- Amós, 780-760 aC.[40]
- Oixea, 760-722 aC.[40]

### Regne de Judà (928-587 aC)

Mapa del sud del Llevant mediterrani, ca. 830 a.I.C.

Li va succeir el seu fill Rosteix, que va prohibir el culte als ídols, va rebutjar als madianites i als etíops que havien envaït Judà, i va lluitar contra Basa, rei d'Israel, amb l'ajuda de Ben-Hadad, rei de Síria.
La dinastia d'Omrí va extremar la guerra contra Judà, ajudada per la seva aliança dinàstica amb Tir. El rei Ocozies, fill de Joram, va ser assassinat l'any 846 aC, la seva mare Atalia va prendre el poder i va iniciar a Jerusalem una persecució contra els quals s'oposaven al culte del déu Baal. Sis anys després, Atalia va ser assassinada.
El 838 aC Joaix, fill de Ocozies, va ser coronat rei de Judà i a Jerusalem es va destruir el temple de Baal, expulsant-se als seus sacerdots. Es va restaurar la religió de Jahvè, la mateixa actitud que pren Yehú a Israel destruint el temple de Baal en Samaria. Joaix va acceptar pagar un tribut a Salmanassar III per defensar-se dels arameus de Damasc, i el 800 aC. Damasc va ser vençuda pel rei assiri Adadnarari III, conquerint Joaix l'any 802 aC les zones que havien dominat els arameus a Galilea.
Durant el regnat de Acaz, la població de Jerusalem va créixer enormement com a resultat de l'arribada de molts refugiats israelites que fugien del nord, passant de ser un petit mercat local a una ciutat important. Durant el regnat d'Ezequies (725-697 aC), el seu fill, la població havia crescut al voltant d'un 500%. Ezequías va realitzar grans obres, incloent l'ampliació de les muralles per incloure la nova població tant a Jerusalem com en Lakís, va construir la piscina de Siloé per donar a la ciutat una font independent d'aigua a l'interior de la ciutat i també va ampliar el Temple.
Phillip Davies i uns altres suggereixen que en aquest temps Jerusalem va establir la seva pròpia escola d'escribes, reunint les fonts de tradició oral que es coneixen com a Tradició yavista. La Bíblia també explica que Ezequies va emprendre importants reformes religioses, procurant sense èxit centralitzar les pràctiques religioses en el Temple i erradicar l'adoració a la serp Nehustan, culte que durava des dels temps de Moisés. Sembla haver seguit el camí de Salomón, recopilant la saviesa (la qual cosa es basava a “seguir els manaments del Senyor” (Dt 4:6; Sal 119:98; Baruc 4:1) atribuïda a aquest monarca.
Potser incitat pels faraons de la dinastia vint-i-sisena egípcia va formar i va dirigir una coalició amb els filisteus intentant unificar Judà i Israel. Els assiris, que dominaven la zona filistea van imposar el famós setge de Laquis i després de prendre la segona ciutat més important del regne jueu i la van reduir a cendres. Després van procedir a voltar els voltants de Jerusalem. Senaquerib es va vanar d'haver "tancat Ezequies a Jerusalem com un ocell en una gàbia", però la Bíblia parla de l'àngel del senyor que copeja violentament als sitiadores assiris, relat que sembla assenyalar algun tipus d'epidèmia. Els assiris van haver de retirar-se, però van poder imposar un tribut que va empobrir a la població de Judà durant una generació i va conduir a la total revocació de les reformes d'Ezequies.
Durant el regnat del seu fill Manasés (697-642 aC), sota la més suau dominació dels reis Asarhaddón i Asurbanipal, es va produir una recuperació econòmica, encara que en demèrit de la justícia i rectitud. Se sap que va passar cert temps amb Asarhaddón en Babilònia i que va acompanyar a Asurbanipal en la invasió a Egipte.
El fill de Manasès, Amon, va tenir un regnat insignificant abans que fos assassinat l'any 639 i passés el tron al seu fill Josies, encara un nen. En 633 aC el sacerdot Helcies, pare de Jeremies, va trobar un llibre de la Torà perdut (II Reis 22:8) que va atribuir a Moisès, possiblement el Deuteronomi, la qual cosa va conduir a reformes importants del culte. Aquest regnat va veure l'eclipsi i esfondrament de l'imperi assiri, la qual cosa va portar a Josies a seguir la trajectòria d'Ezequies centralitzant tota el culte a Jerusalem, i instituint el Péssah. Va intentar unificar els regnes jueus i va lluitar per alliberar-se d'Assíria, i després de la caiguda d'aquesta (612 aC), per alliberar-se d'Egipte. Va morir en batalla, resistint l'avanç del faraó Necao II en 609 aC.
El 608 aC Necau II va imposar com a rei a Eliaquim, amb el nom de Joiaquim. Els egipcis van ser derrotats pels babilonis el 605 aC a Karkemish, i Egipte va quedar sotmès pel rei babiloni Nabucodonosor II, que influenciava també sobre Judà.
L'any 598 aC Nabucodonosor va eliminar a Joaquim, que es negava a pagar tribut. El seu fill Jeconies tampoc col·laborava, així que l'exèrcit babiloni va empresonar a Jeconies i a tota l'aristocràcia del regne de Judà.
Nabucodonosor II va nomenar a Matanies rei de Judà l'any 589 aC i, sota el nom de Sedecies, va anar l'últim rei jueu. L'imperi babilònic va arrasar Jerusalem, el seu Temple va ser destruït en 587 aC i l'elit jueva va ser obligada a viure en Babilònia.(II Reis 25:1-9).

#### Profetes del Regne de Judà
- Joel, 810-750 aC.[40]
- Isaïes, 740-700 aC.[40]
- Miquees, 742-687 aC.[40]
- Sofonies, 640-610 aC.[40]
- Nahum, 630-612aC[40]
- Huldà, 610-605 aC.[40]
- Habacuc, 605 aC.[40]
- Jeremies, 626-587 aC.[40]
- Ezequiel, 593-570 aC.[40]

## Captivitat i tornada

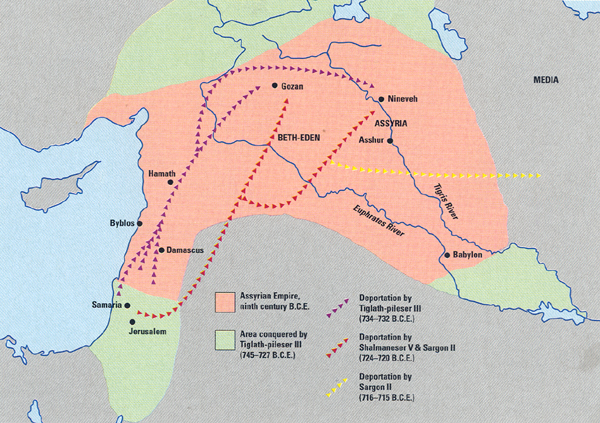
Deportacions de jueus cap a l'imperi assiri, segle VIII a.I.C.

### Captivitat assíria dels israelitas del nord
L'any 853 aC Salmanasar III d'Assíria i posteriorment Sargon II en el 722 aC van conquistar les deu tribus del nord d'Israel destruint la seva capital, Samaria, i enviant a la població a l'exili i captivitat. La majoria dels habitants, incloent la classe dirigent, va ser deportada a altres terres ocupades per l'imperi assiri i es va portar gent d'aquests llocs a Samaria. Així, dispersats entre altres nacions, assimilats en noves cultures, van arribar a perdre la seva identitat original. Mai van tornar, com a poble, a la terra d'Israel, se'ls va anomenar les deu tribus perdudes.

### Captivitat babilònica dels jueus

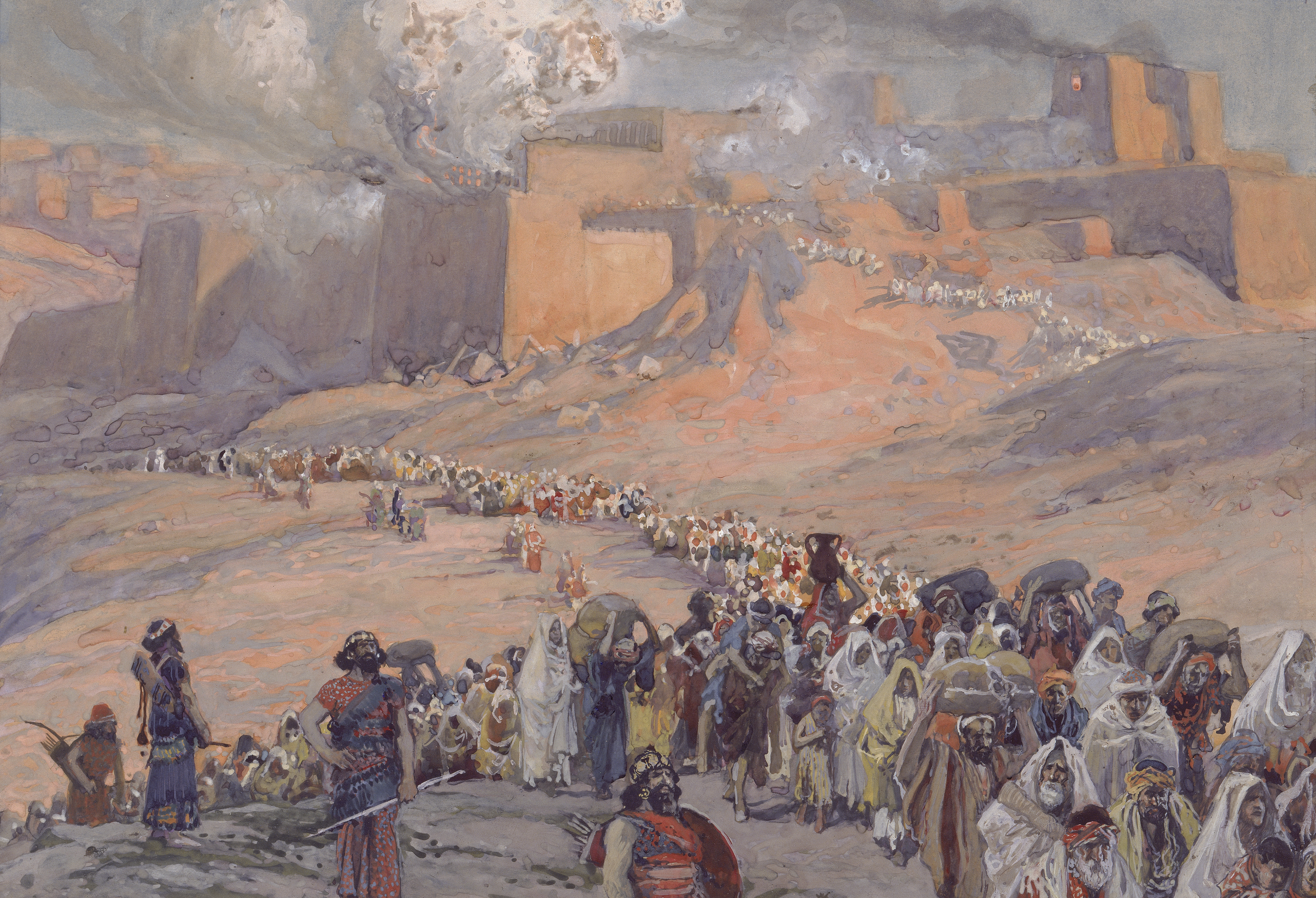
L'exili babilònic: deportació dels hebreus del Regne de Judà a Babilònia després de la destrucció del Temple de Jerusalem, segle VI a.I.C. (Tissot, 1896-1902).

- 605 aC: primera diàspora. La “part noble” del poble jueu (entre ells el profeta Daniel) es veu forçada a viure en territori imperial i sota els seus alineaments.
- 586 aC: Babilònia conquista Judà i la seva capital, Jerusalem. Gran part de la població, sobretot la noblesa, va ser deportada a Babilònia. A això es refereix comunament l'expressió Captivitat de Babilònia.

Molts van aconseguir fugir a Egipte, Síria, Mesopotàmia, o Pèrsia.
El rei de Judà (cec i sotmès) conservava el seu títol nominal (Jer 52:31) i els hebreus “valuosos” eren situats en càrrecs importants de l'administració imperial (Dn 1:19; 2:49). No obstant això, els jueus se sentien "esclaus", ja que qui impartia els dictàmens amb relació a la vida, el ritual i culte era el monarca babilònic (Daniel 3:10; 37).
Els jueus estaven captivats… (Jer 50:33). Ja no podrien regir les seves vides doncs les forces imperials els conduirien cap a la idolatria, forma de vida en la qual es prioritzava el materialisme (Je 52:30).
A Babilònia, els jueus hi van romandre gairebé 50 anys.

### Domini persa

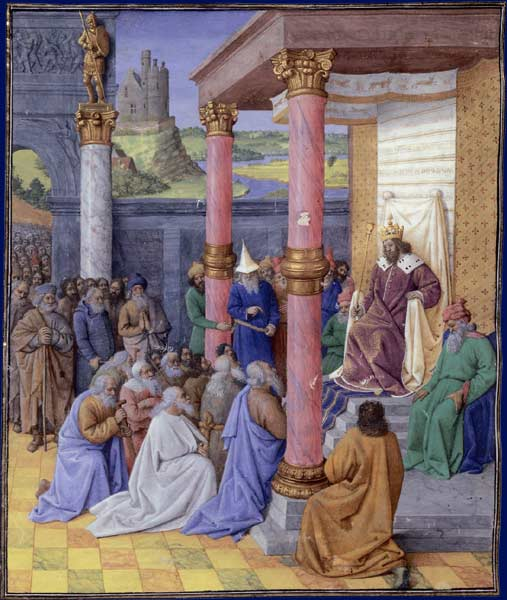
Cio el Gran permet la tornada dels hebreus a Terra Santa. Miniatura francesa de Jean Fouquet c. 1470-75 (il·lustració per Flavi Josep, Antiguitats judaiques, llibre XI).

Set decennis després, Déu transmetia al rei de Babilònia: “El teu imperi... serà donat als perses” (Dn 4:24; 5: 20-28).
- 559 aC: Cir II el Gran es va convertir en rei de Pèrsia, conquistant Babilònia en el 539 aC. L'imperi persa va governar Àsia occidental, incloent a Israel, fins a 332 aC.

Com la majoria dels grans emperadors de l'Antiguitat, Cir va permetre als seus súbdits practicar la seva pròpia religió mentre que incorporessin al monarca i li fessin ofrenes. Respecte als jueus, Cir va prendre la mesura d'acabar amb el seu estatus de nació esclava, encara que la relació seguia sent de dependència. Aquestes reformes es reflecteixen en el cilindre de Cir i en els llibres bíblics Cròniques I i d'Esdres, que indiquen que Cir va treure als israelites de la servitud en Babilònia i, per decret, en 537 a.I.C., els va atorgar el permís per tornar a la terra d'Israel i reedificar el Temple de Jerusalem, cosa que una part d'ells va dur a terme.

## Segon Temple

### Reconstrucció del Temple

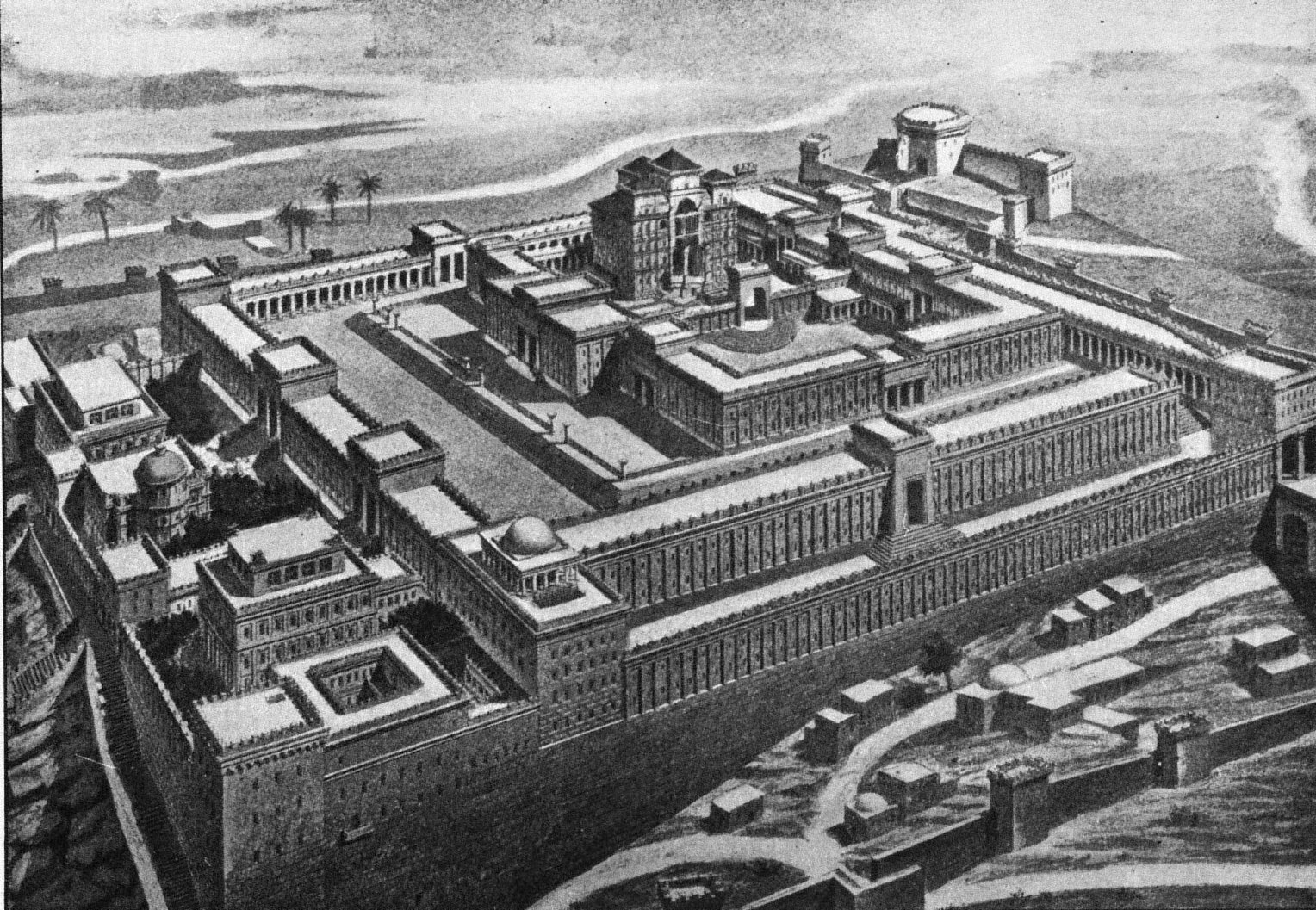
Reconstrucció del Temple de Jerusalem segons la concepció de Zorobabel.

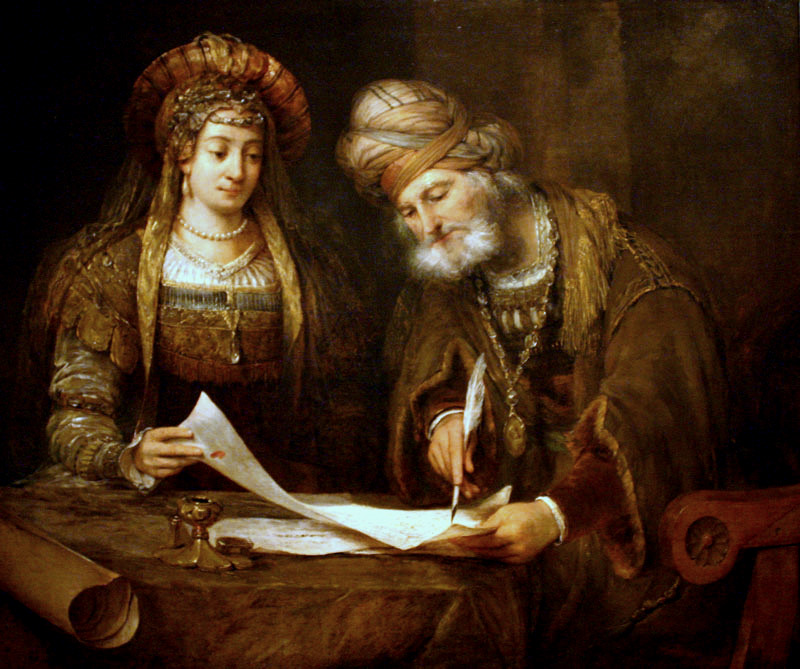
A Mesopotàmia: Purim. Esther i Mordecai escriuen les cartes als jueus, segle V a. I.C.

Cir va permetre que Sesbasar, príncep de la tribu de Judà, i Zorobabel portessin als jueus de Babilònia a Jerusalem. Se'ls va permetre tornar amb els objectes del Temple que els babilònics havien pres, i van començar la construcció del segon temple (Esdres 1 et seq., (Isaïes) 44 i 45), que es conclourà en 525 aC sota la direcció espiritual dels profetes Ageo i Zacaries. En aquest temps Terra Santa era una satrapía persa coneguda com a Yehud.
Els papirs d'Elefantina (circa 450 - 419 aC) de la colònia militar mongeta a Egipte demostren que en aquest temps alguns jueus seguien sent politeistes, i consideraven que Yahveh tenia com a esposa a la deessa Anat.
En 445 aC Artaxerxes va nomenar virrei de Judà Nehemies, que va fortificar Jerusalem per defensar-se del governador de Samaria.
Els pocs milers de jueus retornats estaven despullats de les riqueses materials. La vida se'ls tornava difícil sota el domini persa. La reformada vida israeliana va ser conduïda pels escriguis jueus Nehemies (Nehemies 1-6) i Esdres; aquest últim va instituir la sinagoga i els seus serveis de resos, i va coronar la Torà llegint-la en públic davant la gran assemblea que va instal·lar a Jerusalem. Començava a renéixer l'impuls de comunitat religiosa, aconseguint que Déu tornés a estar enmig d'ells (Ageo 2:5,6,20)
Per la seva banda els samaritans van construir el seu propi Temple a la muntanya Garizim el 428 aC (II Macabeus 6,2).

### L'herència d'Alexandre Magne

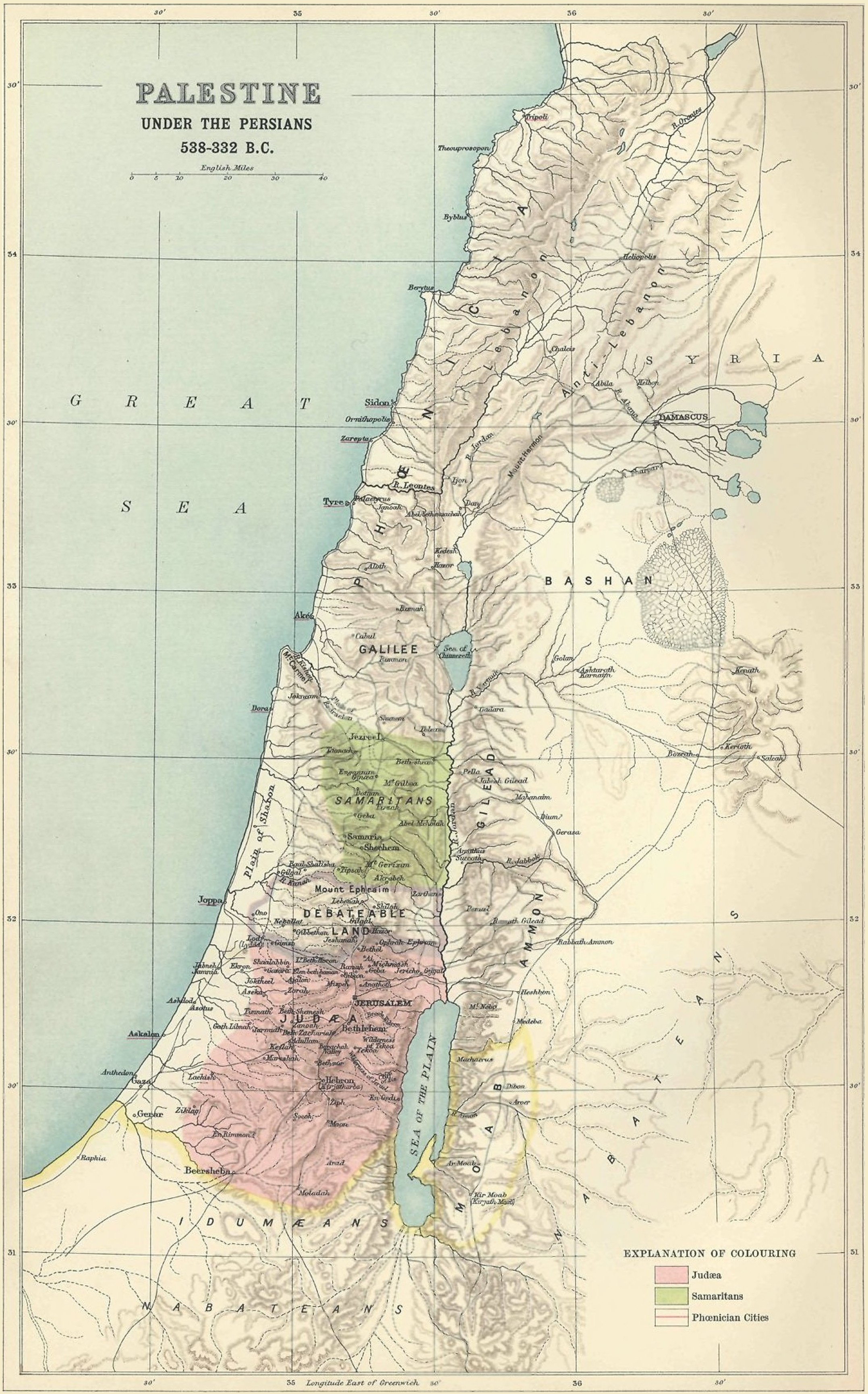
Terra Santa en el període persa, 538-332 a.I.C.

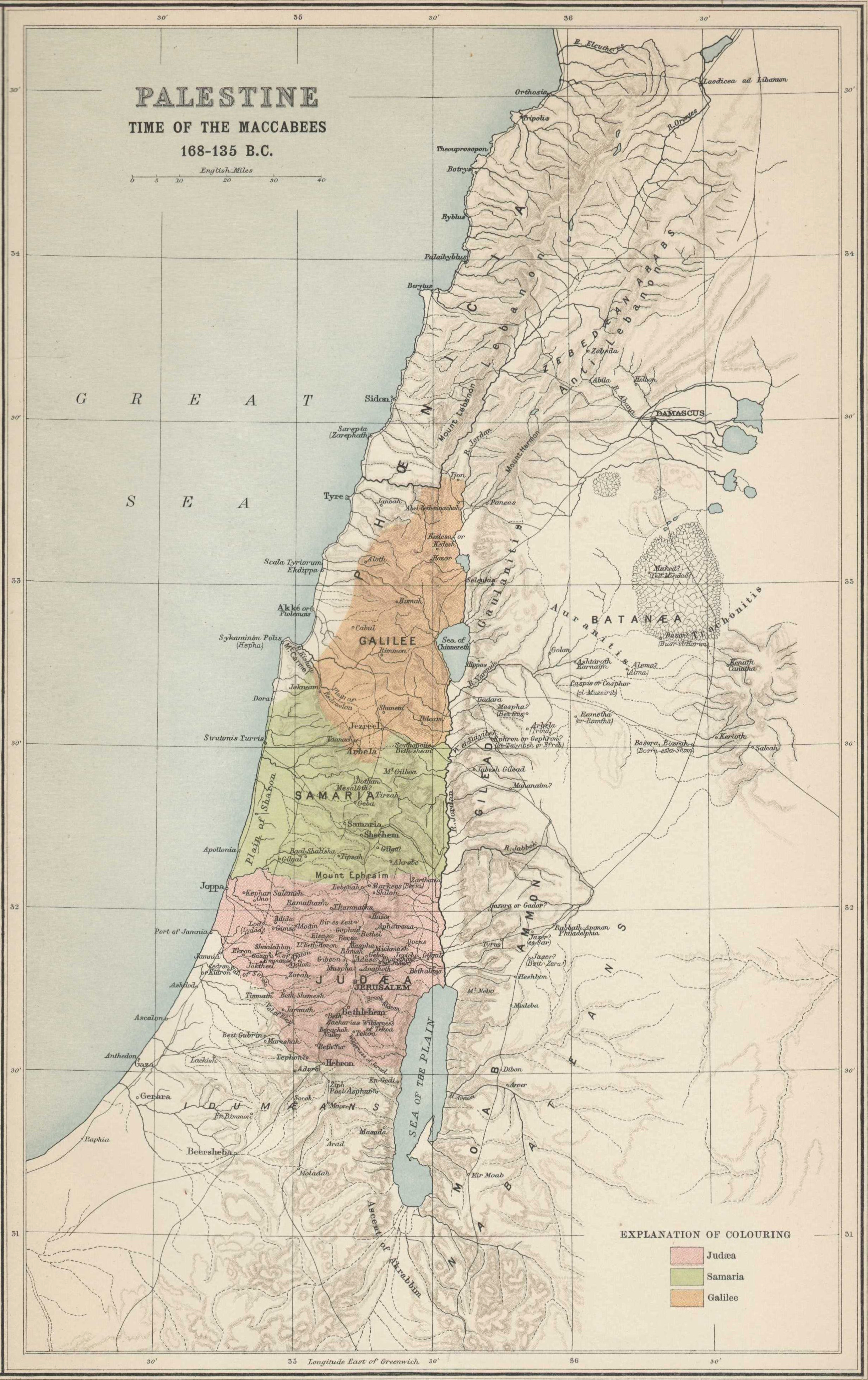
Idem. en època dels Macabeus, 168-135 a.I.C.

Els perses van ser derrotats per Alexandre Magne, en el 331 aC, en l'imperi del qual estava inclòs Israel. Es diu que no va atacar Jerusalem després que una delegació de jueus ho convencessin de la seva lleialtat, mostrant-li les profecies contingudes en les escriptures que això havia d'ocórrer.
| Daniel 11:3-4 S'aixecarà després un rei valent, el qual dominarà amb gran poder i farà la seva voluntat. Però quan s'hagi aixecat, el seu regne serà infringit i repartit cap als quatre vents del cel; no als seus descendents, ni segons el domini amb què ell va dominar; perquè el seu regne serà arrencat i serà per a uns altres fora d'ells. |

| Daniel 8:8-9 I el boc es va engrandir en gran manera; però estant en la seva major força, aquella gran banya va ser fet fallida, i en el seu lloc van sortir altres quatre banyes notables cap als quatre vents del cel. I d'un d'ells va sortir una banya petita, que va créixer molt al sud, i a l'orient, i cap a la terra gloriosa. |

En el 323 aC moria Alexandre, i en la lluita pel poder Israel va canviar de mans almenys cinc vegades en amb prou feines vint anys. Babilònia i Síria van ser governades pels selèucides, i Egipte pels ptolomeus. Durant el regnat de Ptolemeu II (281-246 aC) es va traduir la Septuaginta a Alexandria. En aquesta època van començar a prendre importància algunes sectes, com els fariseus, saduceus i essenis.
El rei selèucida Antíoc IV Epífanes va atacar i va vèncer als ptolomeus i va conquerir el seu imperi, saquejant Jerusalem per usar els fons del Temple. Entre 174-163 aC va promulgar diverses ordenances per aconseguir la hel·lenització dels jueus: va tractar de suprimir el culte a Yahveh, va prohibir el judaisme suspenent tota classe de manifestació religiosa i va tractar d'establir el culte als déus grecs. Les imposició d'idees gregues feia sentir ‘esclavitzats' als jueus (1ª Mac 8:18).
“...els sacerdots ja no mostraven zel pel servei de l'altar; sinó que ...descurant els sacrificis, ...eren convidats a llançar el disc”(2ª Macabeus 4:14,15).
Però el sacerdot jueu Mataties i els seus dos fills (els Macabeus) van aconseguir aixecar als "jueus piadosos" (jasidim) en contra seva i ho van expulsar. La festa jueva de la Hanukkà commemora aquest fet (I Macabeus).

### Regne asmoneu
Judes Macabeu va recuperar Jerusalem el 164 aC, va purificar el Temple i va reprendre els sacrificis, i el 150 aC es van expulsar els sirians de Jerusalem, amb la qual cosa Judà es transforma en estat jueu independent. Començava el regnat dels asmoneus, recolzat pels fariseus (168-142 aC). Quan l'imperi selèucida va caure el 129 aC, l'estat jueu va adquirir plena autonomia.
Joan Hircà I, fill de Simó Macabeu i Summe sacerdot, va governar des de Jerusalem entre el 134 i el 104 aC, però no va ser reconegut com a rei perquè no era descendent de David. Es va annexionar Jordània, Samaria, Galilea i Idumea, amb el suport de Roma. Els idumeus van ser forçats a convertir-se al judaisme.
En 105 aC el nou rei i summe sacerdot de Judà, Alexandre Janneu, va canviar el suport dels fariseus pel dels saduceus.

### Ocupació romana

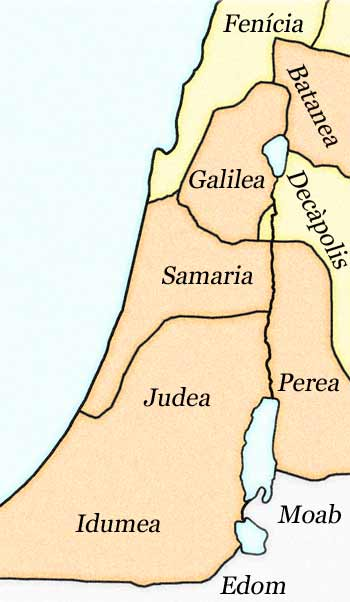
Regne de Herodes el Gran, 40 a.I.C.-4 I.C.

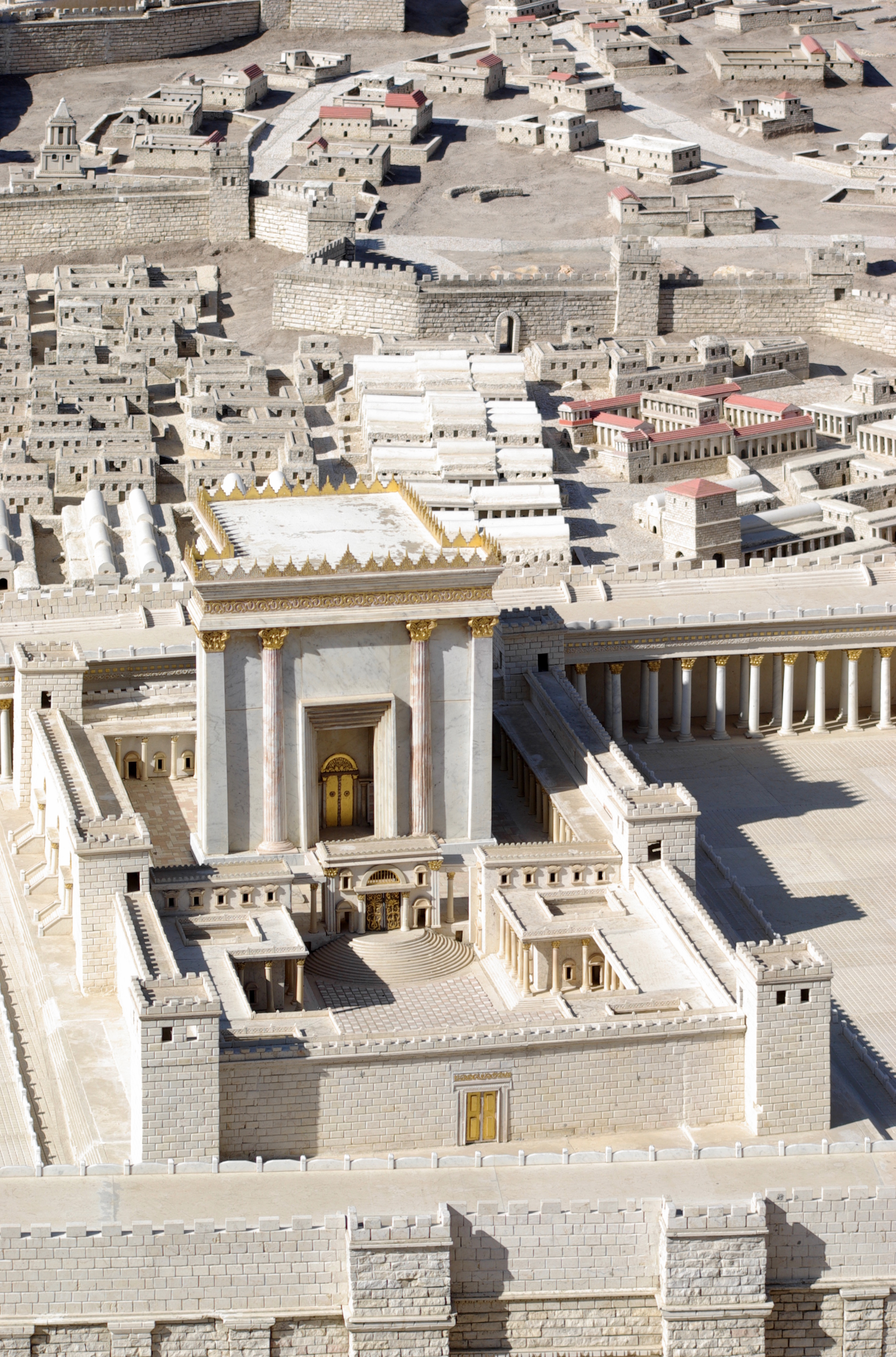
Segon Temple de Jerusalem, amb de les millores dutes a terme per Herodes, segle I I.C.

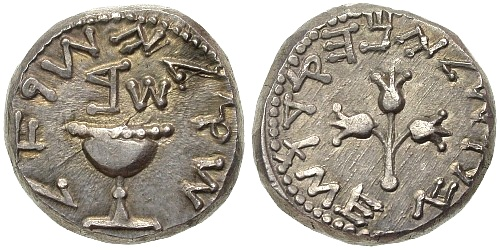
Antic sicle de plata d'Israel, amb calze de kidush i tres magranes simbòliques de la Judea, Samaria i Galilea, forjat en el segon any de la Primera Guerra Jueva contra Roma, 66-73 I.C.

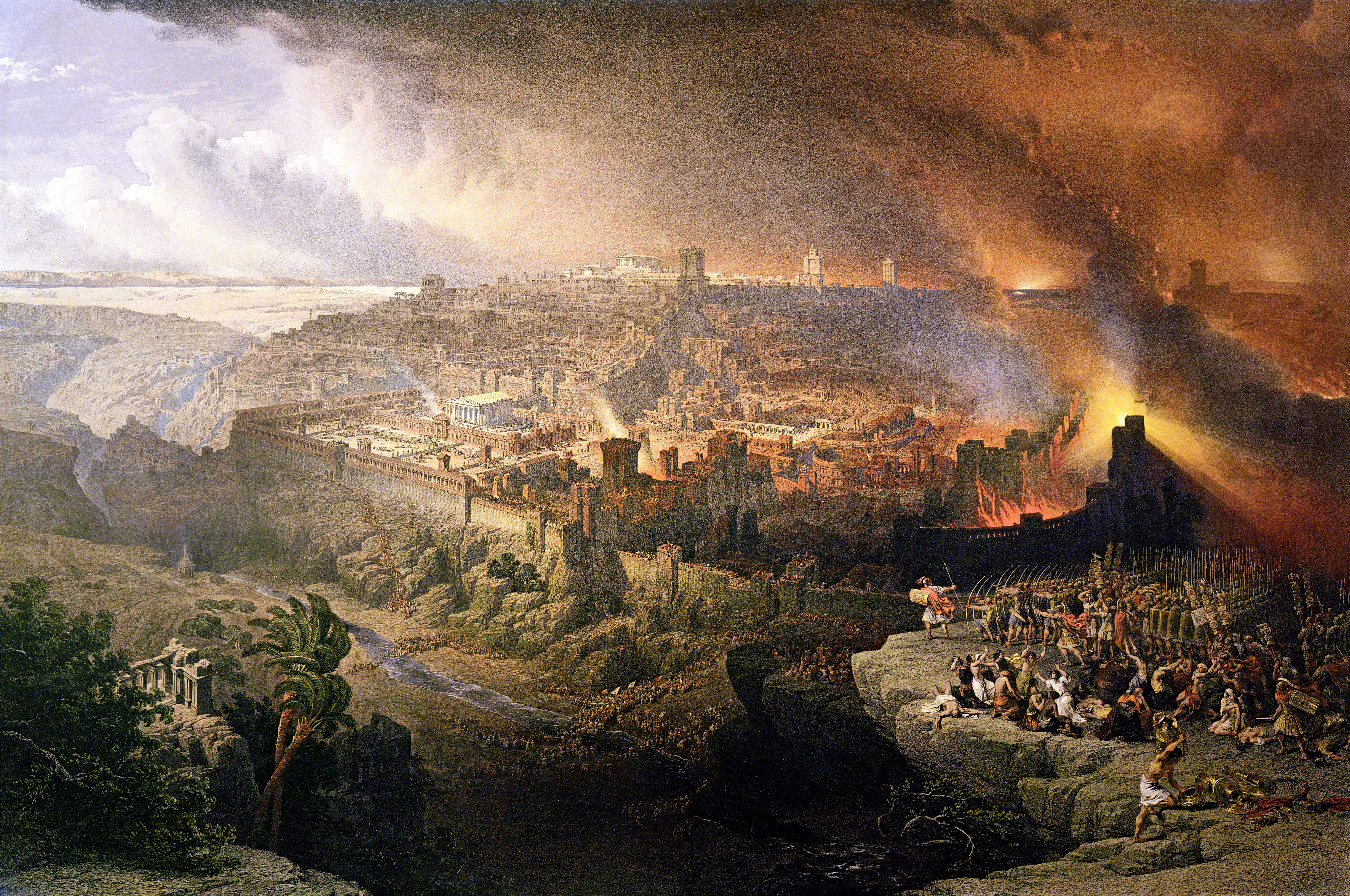
Lloc i destrucció de Jerusalem pels romans sota les ordres de Tit, 70 I.C.

L'any 63 aC. Pompeu va sotmetre la regió, convertint-la en regne tributari de Roma, i entre el 57 i el 55 aC Aule Gabini, procònsol de Síria, va repartir el regne asmoneu en Galilea, Samaria i la Judea, amb 5 districtes sota la jurisdicció del Sanedrí. Va reprimir una revolta popular i va restituir Joan Hircà II com a summe sacerdot. Durant la seva campanya a Egipte, Alexandre, fill d'Aristòbul II, va arrabassar a Hircà II el títol de summe sacerdot, però l'any 54 aC. Gabini va restablir l'ordre.
En 40 aC Herodes el Gran va ser designat rei dels jueus pel Senat romà, la qual cosa no indicava independència però sí una certa autonomia, i una total exempció d'impostos. Durant el seu regnat van néixer Jesús de Natzaret i Joan Baptista. El va succeir Herodes Antipas, nomenat tetrarca de Galilea i Perea l'any 4 aC.
L'any 6, Arquelau, etnarca de Samaria, la Judea i Idumea va ser deposat per August, i el territori es va annexionar a Síria com a província de Judea, amb capital en Cesària, sota govern directe de Roma. Quirí, llegat de Síria, va organitzar el primer cens de la Judea, al qual s'oposaven els zelotes dirigits per Judes el Galileu.
Hi va haver un breu període de pau a Judà i Galilea durant els anys 7-26, durant els quals va morir (l'any 9) Hillel, president del Sanedrí i oposat a la rigidesa religiosa de Shammai, i l'any 18 el prefecte Valeri Grat va nomenar Caifàs com a Summe Sacerdot, que seria deposat l'any 36 pel llegat sirià Vitel·li.
L'any 26 Ponç Pilat va ser nomenat governador de Judea. Durant el seu mandat (26 - 36) va ser decapitat Juan Bautista i crucificado Jesús. També va ser deposat per Vitel·le.
Després de la mort de Herodes Antipas l'any 39, Claudi designa com a rei dels jueus Herodes I Agripa (41-44), Herodes de Calcis i posteriorment Herodes II Agripa (48-100), setè i últim rei de la família Herodes.

## Guerres judeoromanes

### Primera Guerra Judeoromana
Va començar l'any 66, quan Eleazar ben Ananies va cessar els resos i els sacrificis al Temple en honor de l'emperador romà i va manar atacar la guarnició de Jerusalem, tot això a causa del robatori del tresor del Temple. Herodes II Agripa va fugir i els jueus van aconseguir fer front al llegat de Síria fins a l'arribada del general Vespasià l'any 67, que va aconseguir conquistar el nord. El 69 va ser nomenat emperador i va deixar al seu fill Tit l'encàrrec de prendre Jerusalem.

### Destrucció de Jerusalem
Tit va aconseguir prendre la ciutat i arrasar la població l'any 70, destruint el segon Temple, del qual només va quedar parcialment la paret occidental, coneguda actualment com el Mur de les Lamentacions. L'última fortalesa rebel, Masada, va caure l'any 73. A continuació, els romans van substituir la figura del procurador per un pretor, i van estacionar-hi de manera permanent la Legió X.
El rabí Yochanan ben Zakai, fugit de Jerusalem, va obtenir el permís del general romà per establir un centre d'aprenentatge jueu i formar el Sanedrí a la ciutat de Jamnia, la qual cosa es considera el començament del judaisme rabínic, quan es va recopilar la Halacà. El Sanedrí es va convertir en el cos religiós, polític i judicial suprem per als jueus per tot el món fins al 425, quan va ser dissolt per l'emperador Marcià.

### Segona Guerra Judeoromana
Anomenada Guerra de Kitus, va començar el 113 a causa de les mesures de Trajà contra els jueus: prohibició de l'estudi de la Torà i l'observança del Sàbat, mesures preses per assegurar-se la rereguarda mentre lluitava contra l'Imperi Part. La revolta es va produir en diversos llocs a causa de la diàspora: a Cirene, des d'on es va estendre a Alexandria, a Xipre, i a Mesopotàmia, i va ser reprimida durament pels romans. El 118 va ascendir al tron imperial Hadrià, que va prometre autoritzar la reconstrucció del Temple, la qual cosa va portar la pau a la regió.

### Tercera Guerra Judeoromana
En 132 va esclatar la rebel·lió de Bar Kokhebà a causa de diverses raons, però sobretot als decrets dictats per Hadrià, que prohibien el Brit Milà, la celebració del Sàbat i les lleis de puresa a la família, així com per les notícies que pretenia aixecar un temple en honor de Júpiter sobre les ruïnes del de Jerusalem.
Akiva ben Iosef, que presidia el Sanedrí, va convèncer a la resta dels seus membres de nomenar nasí (príncep) Ximon bar Kokhebà, que va declarar la independència de l'Imperi romà. Israel es va mantenir durant tres anys com a estat independent i va arribar a emetre la seva pròpia moneda. Els romans van enviar nou legions per reconquerir Israel, adoptant una estratègia de terra cremada: segons Cassi Dió, van morir-hi 580.000 persones i es van arrasar 50 pobles fortificats i 985 llogarets. Bar Kokhebà es va refugiar a la fortalesa de Betar, on va ser capturat i mort pels romans el 135.
Jerusalem també va ser arrasada, i per evitar la tornada dels jueus es va construir una ciutat romana, Èlia Capitolina, i es va allotjar una guarnició en el lloc on s'havia aixecat el Temple. Per completar la humiliació, a partir de llavors es va canviar el nom de la regió, que va passar a ser la Província de Palestina, triant el nom dels filisteus als quals Roma va identificar com a enemics dels jueus. La majoria de la població jueva va ser assassinada, esclavitzada o exiliada i la religió jueva prohibida, amb la qual cosa el centre de la vida religiosa  jueva  va passar a Babilònia. Al segle iv, Constantí I el Gran va permetre als jueus tornar a Jerusalem a lamentar la seva derrota una vegada l'any, el 9 de Av, al Mur de les Lamentacions.